# Saint-Maurice-sur-Aveyron
Pour les articles homonymes, voir Saint-Maurice.
Saint-Maurice-sur-Aveyron est une commune française située dans le département du Loiret en région Centre-Val de Loire.

## Géographie

### Localisation et communes limitrophes

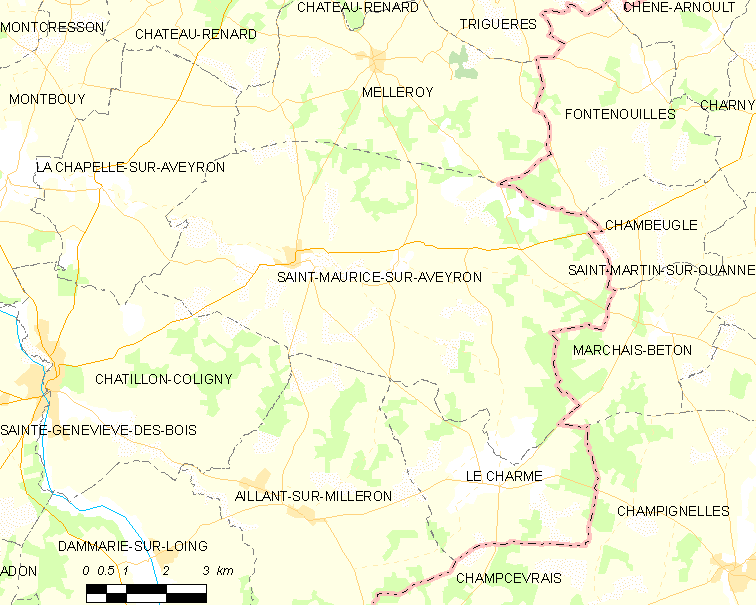
Carte de la commune
de Saint-Maurice-sur-Aveyron
et des communes limitrophes.

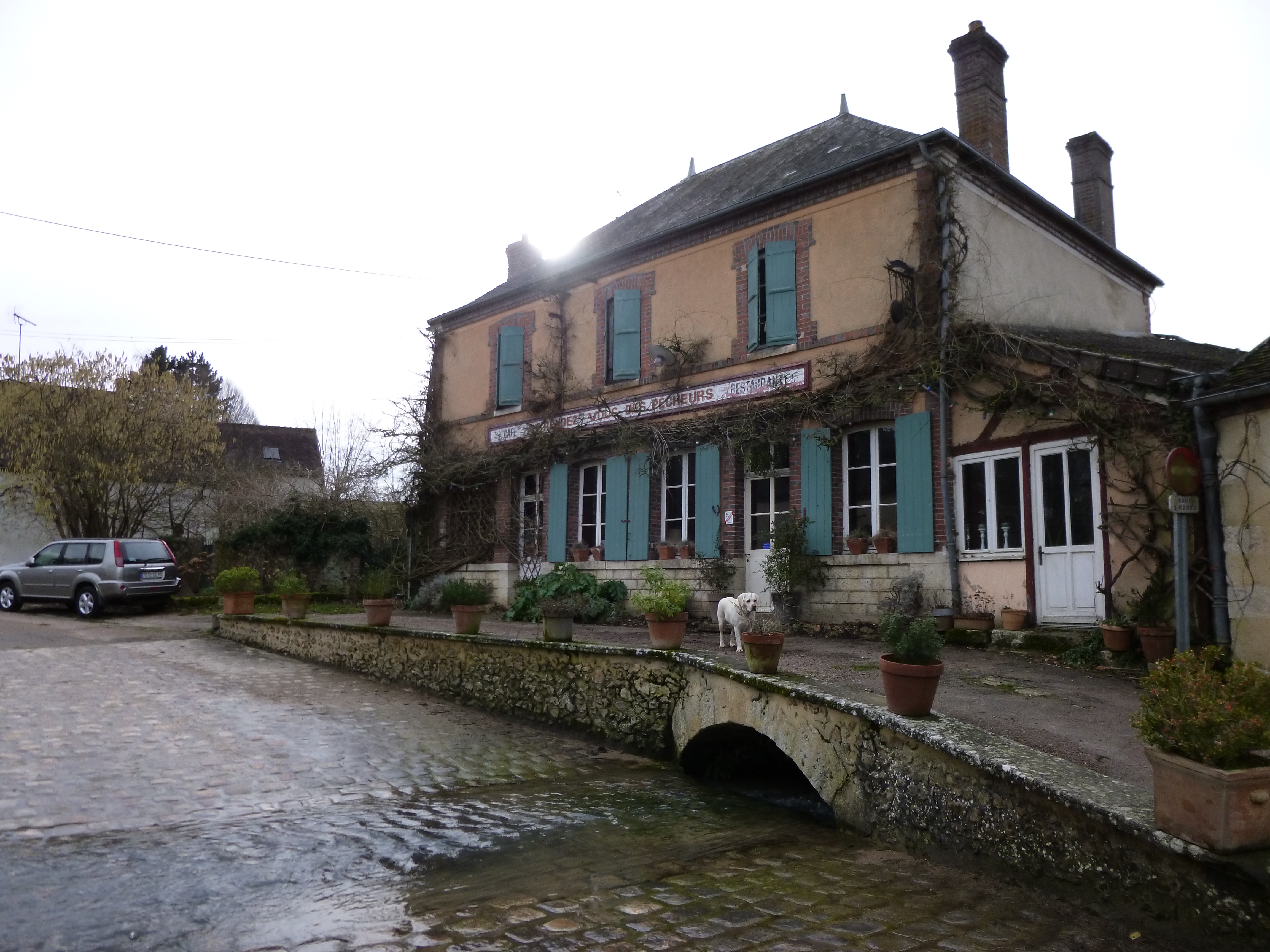
Fontainejean,
gué carrossable devant l'ancien café.

La commune de Saint-Maurice-sur-Aveyron se trouve à l'extrême-est du département du Loiret, en limite du département de l'Yonne, dans la région agricole de la Puisaye. À vol d'oiseau, elle se situe à 76,2 km  d'Orléans, préfecture du département, à 21,1 km de Montargis, sous-préfecture, et à 6,8 km de Châtillon-Coligny, ancien chef-lieu du canton dont dépendait la commune avant mars 2015. La commune fait partie du bassin de vie de Châtillon-Coligny.
Les communes les plus proches sont : La Chapelle-sur-Aveyron (5 km), Melleroy (5,3 km), Aillant-sur-Milleron (6,4 km), Châtillon-Coligny (6,8 km), Le Charme (7,7 km), Dammarie-sur-Loing (8,1 km), Montbouy (8,1 km), Chambeugle (8,6 km, dans l'Yonne), Sainte-Geneviève-des-Bois (8,7 km) et Château-Renard (9,2 km).
La commune est très étendue pour sa population : c'est la plus grande commune en superficie parmi les 10 du canton de Châtillon, mais la neuvième en densité de population (et au niveau national 822e en superficie et 10807e en population).

### Géologie et relief

#### Géologie
La commune se situe dans le sud du Bassin parisien, le plus grand des trois bassins sédimentaires français. Cette vaste dépression, occupée dans le passé par des mers peu profondes et des lacs, a été comblée, au fur et à mesure que son socle s’affaissait, par des sables et des argiles, issus de l’érosion des reliefs alentours, ainsi que des calcaires d’origine biologique, formant ainsi une succession de couches géologiques.
Les couches affleurantes sur le territoire communal sont constituées de formations superficielles du Quaternaire et de roches sédimentaires datant du Cénozoïque, l'ère géologique la plus récente sur l'échelle des temps géologiques, débutant il y a 66 millions d'années, et du Mésozoïque, anciennement appelé Ère secondaire, qui s'étend de −252,2 à −66,0 Ma. La formation la plus ancienne est de la craie blanche à silex remontant à la période Crétacé. La formation la plus récente est des alluvions récentes des lits mineurs remontant à l’époque Holocène de la période Quaternaire. Le descriptif de ces couches est détaillé dans  les feuilles « n°400 - Châtillon-Coligny » et « n°401 - Bléneau » de la carte géologique au 1/50 000ème du département du Loiret, et leurs notices associées,.

Carte géologique de la commune.

|  | Fz : | alluvions récentes des lits mineurs, Holocène                     |
|  | FC : | alluvions et colluvions du fond des vallées secondaires, Holocène |

|  | qCS : | colluvions à silex de versant, Quaternaires |
|  | qOE : | Limons et Loess, Quaternaire                |

|  | e4PN : | poudingue de Nemours, Paléocène-Éocène inférieur |

|  | e1-4Rc : | complexe argilo-sableux à silex = argiles à silex, Paléocène-Éocène inférieur |

|  | c3Cr : | craie blanche à silex, Coniacien |
|  | c2Cr : | craie blanche à silex, Turonien  |

#### Relief
La superficie cadastrale de la commune publiée par l’Insee, qui sert de références dans toutes les statistiques, est de 53,76 km2,. La superficie géographique, issue de la BD Topo, composante du Référentiel à grande échelle produit par l'IGN, est quant à elle de 54,6 km2. L'altitude du territoire varie entre 126 m et 199 m.

### Hydrographie
L'Aveyron, sous-affluent de la Seine par le Loing, traverse la commune.

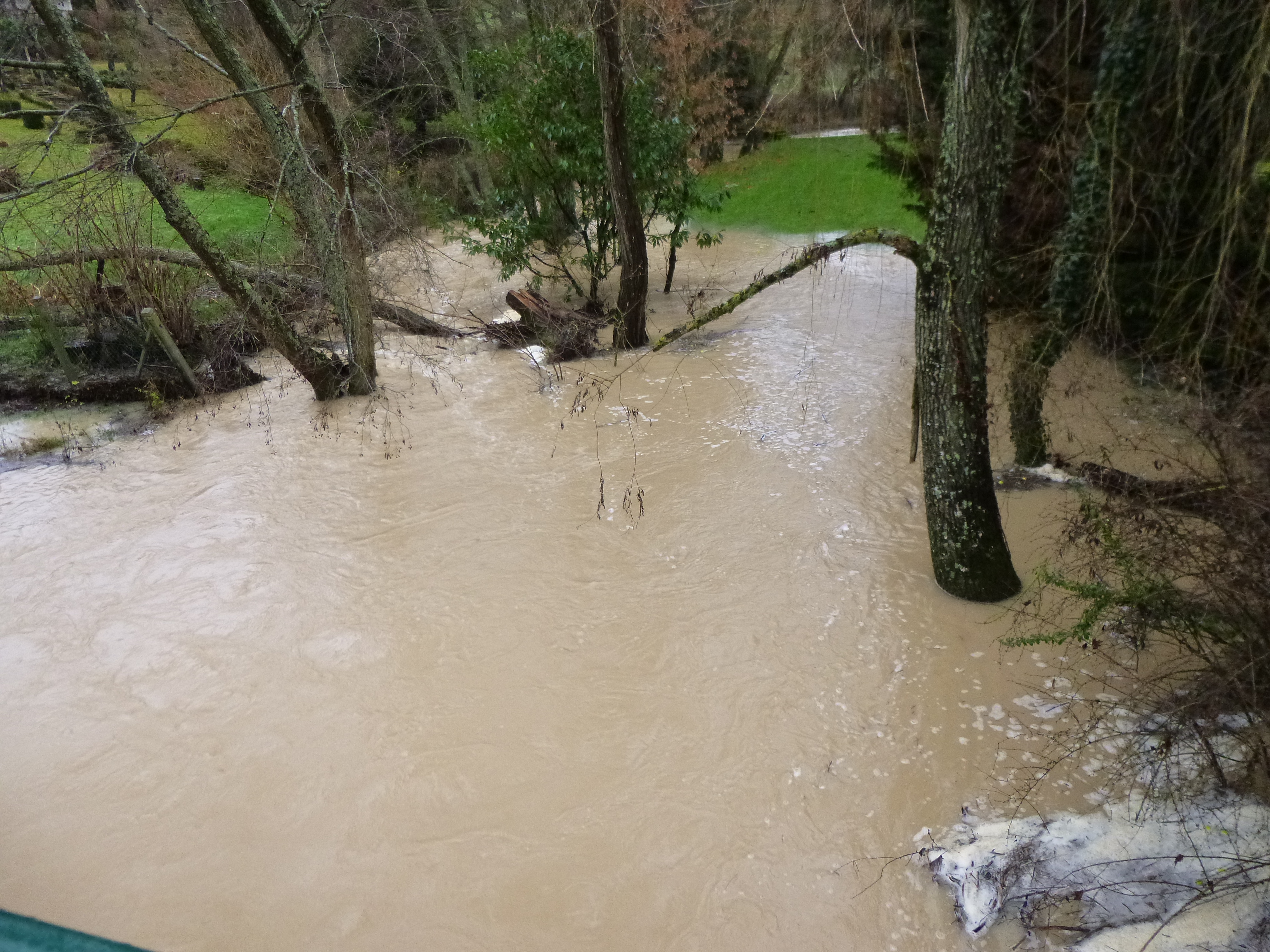
L'Aveyron en décembre au moulin du Court.
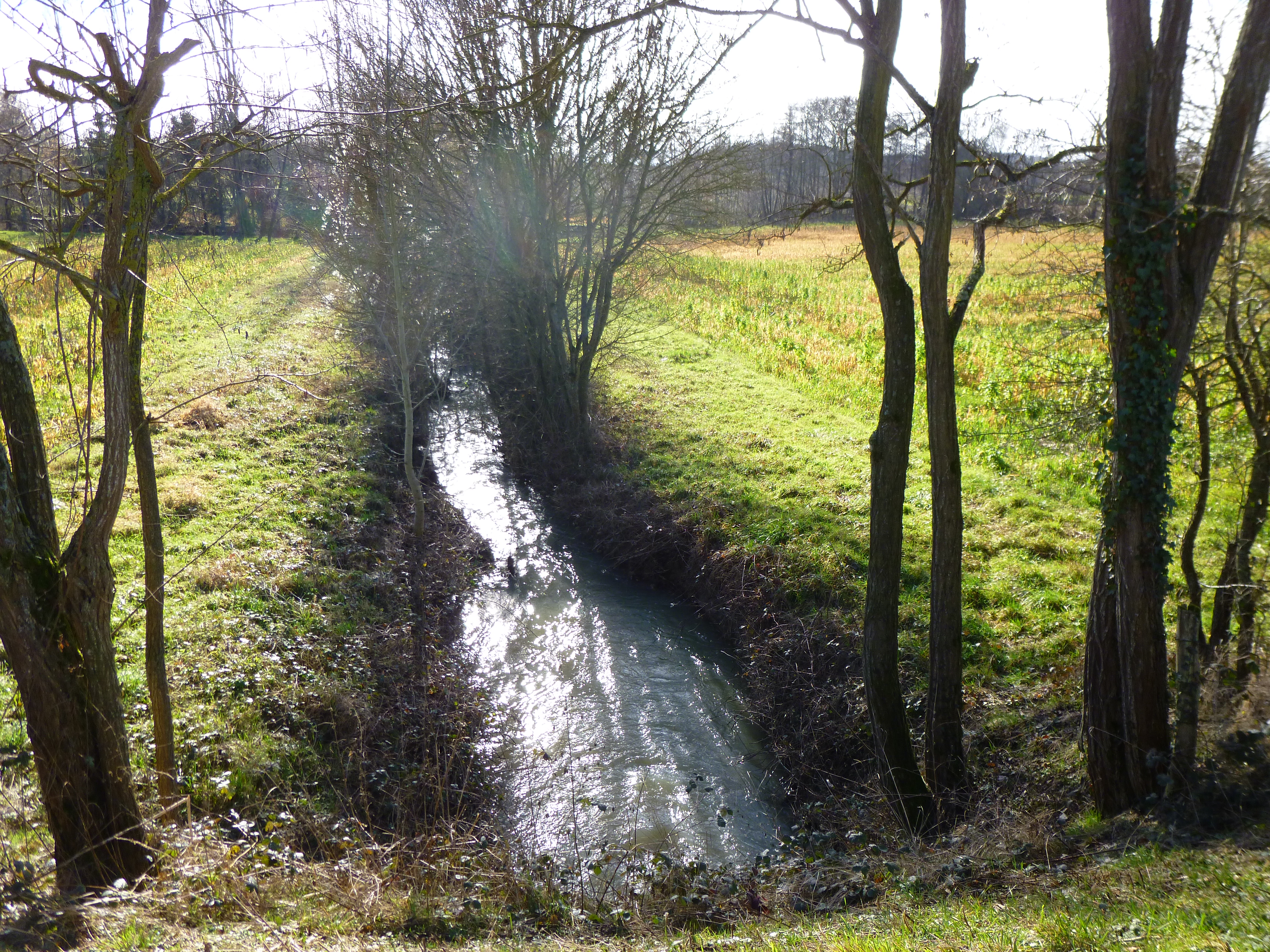
Le ru de Dorlot en janvier, vu de la D 56 vers Charny près des Chanoines.
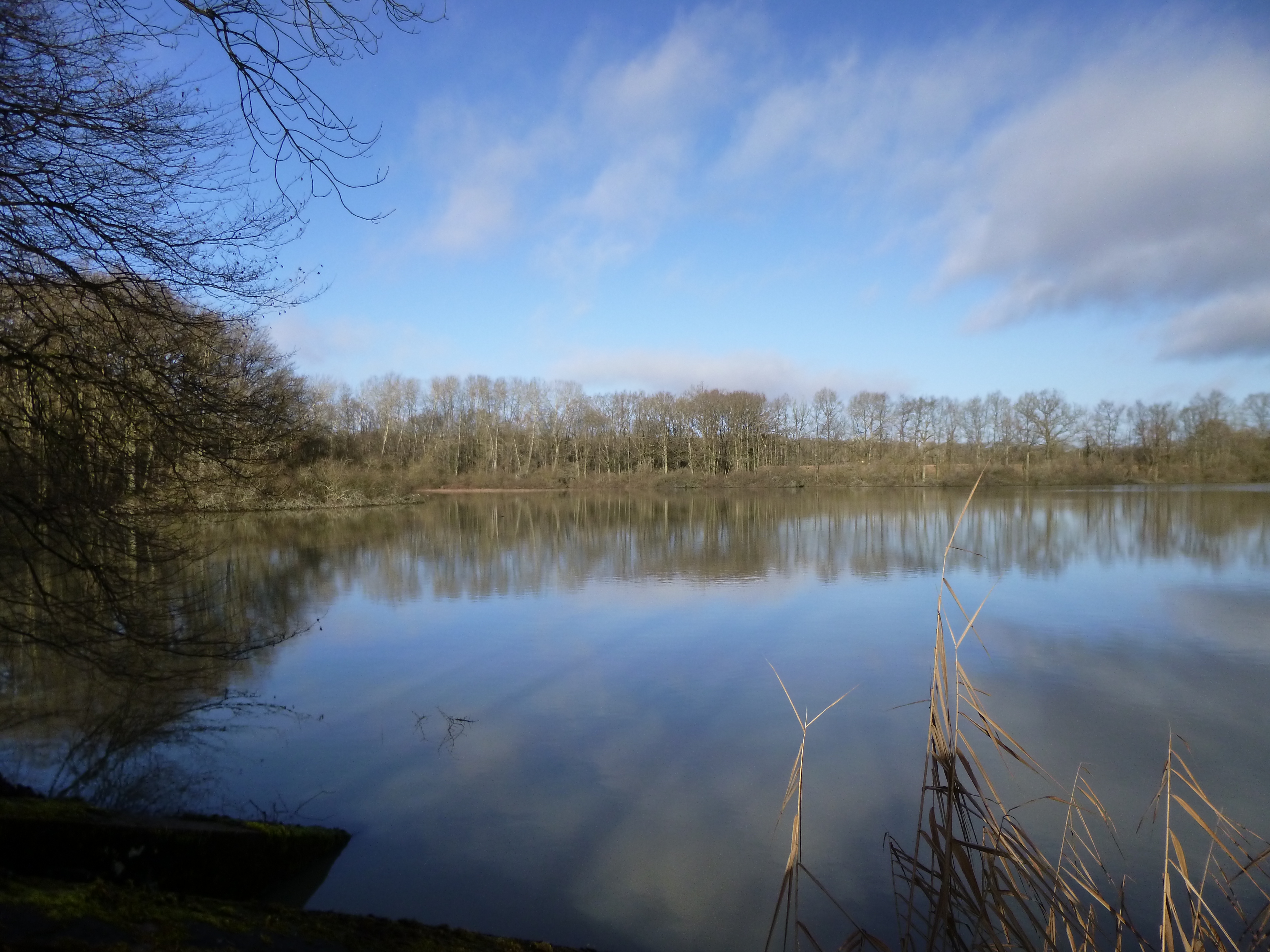
Étang de Bellefontaine.

### Climat
Pour des articles plus généraux, voir Climat du Centre-Val de Loire et Climat du Loiret.
En 2010, le climat de la commune est de type climat océanique dégradé des plaines du Centre et du Nord, selon une étude du CNRS s'appuyant sur une série de données couvrant la période 1971-2000. En 2020, Météo-France publie une typologie des climats de la France métropolitaine dans laquelle la commune est exposée à un climat océanique altéré et est dans une zone de transition entre les régions climatiques « Nord-est du bassin Parisien » et « Centre et contreforts nord du Massif Central ».
Pour la période 1971-2000, la température annuelle moyenne est de 10,7 °C, avec une amplitude thermique annuelle de 15,4 °C. Le cumul annuel moyen de précipitations est de 713 mm, avec 11,4 jours de précipitations en janvier et 7,6 jours en juillet. Pour la période 1991-2020, la température moyenne annuelle observée sur la station météorologique de Météo-France la plus proche, « Grandchamp_sapc », sur la commune de Charny Orée de Puisaye à 13 km à vol d'oiseau, est de 11,3 °C et le cumul annuel moyen de précipitations est de 758,6 mm,. Pour l'avenir, les paramètres climatiques de la commune estimés pour 2050 selon différents scénarios d'émission de gaz à effet de serre sont consultables sur un site dédié publié par Météo-France en novembre 2022.

### Milieux naturels et biodiversité

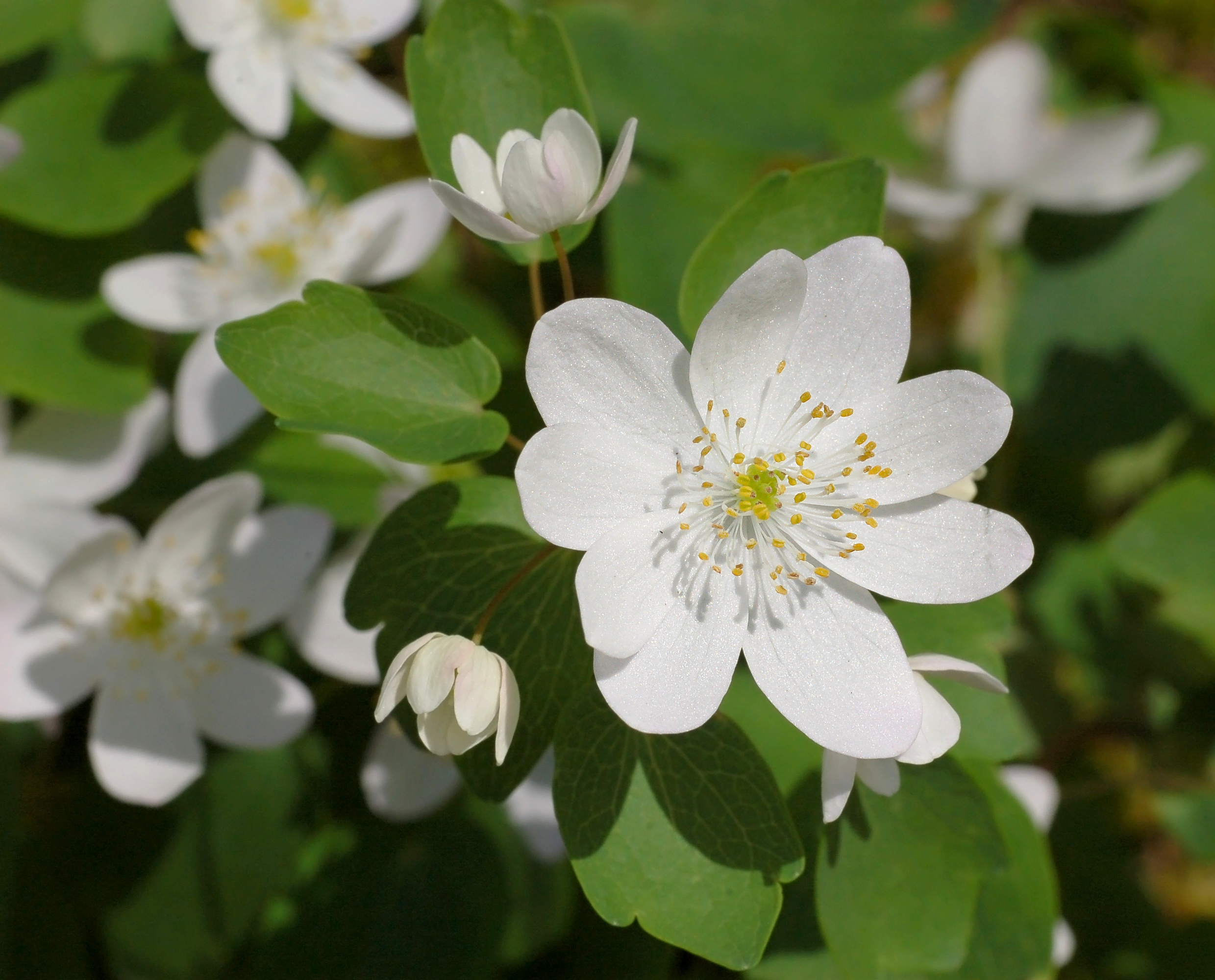
Isopyre faux-pigamon.

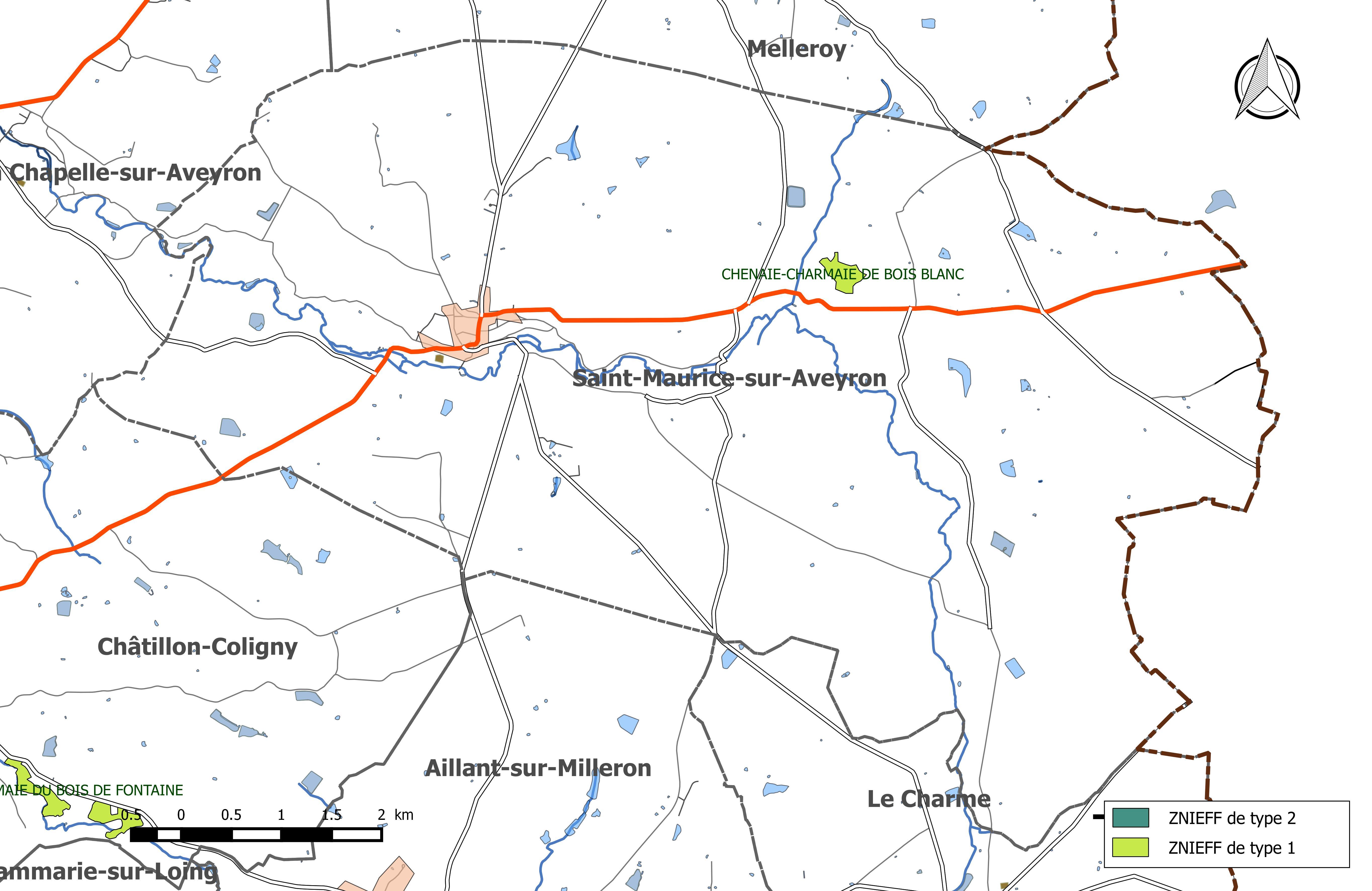
Carte des ZNIEFF de la commune et de ses abords.

La commune héberge la zone naturelle d'intérêt écologique, faunistique et floristique (ZNIEFF) continentale de type 1 de la « Chênaie-charmaie de Bois Blanc », dont les contours sont à peu près ceux du bois du même nom. Ses 8,81 hectares de frênes, chênes et charmes sont situés sur la gauche de la D 56 de Saint-Maurice à Charny, sur le versant est du ru du Dorlot (qui traverse la route en direction nord-sud). Le bois est traversé par le ru du Bois Blanc, affluent saisonnier du ru du Dorlot. Ce classement est dû essentiellement à la présence de l'isopyre faux-pigamon (Isopyrum thalictroides), espèce protégée dans 10 régions de France dont la région Centre et dont le bois Blanc abrite une population de rare envergure dans le Loiret, mélangée à la primevère des bois (Primula elatior), communément appelée « coucou ».
On y trouve aussi la bécasse des bois (Scolopax rusticola), espèce déterminante de la ZNIEFF car sujette à de nombreuses protections, et le milan noir (Milvus migrans) y a été observé.

## Toponymie
Le premier élément est l'hagionyme saint Maurice, patron de la paroisse. Le second élément se réfère à un hydronyme, l'Aveyron qui passe sur la commune.
Aveyron est d'origine celtique, où avarona signifie « petite rivière » ; le proto-celtique donne  pour la rivière *awarā,.
Au XIIe siècle, le nom de la rivière est attesté sous la forme Lavion. La forme Averio est antérieure au XIIIe siècle. Averon est une forme récurrente du début du XVIIe siècle jusque vers la fin du XVIIIe siècle.
Le nom de la localité est attesté sous les formes Saint-Maurice-Lavron ou Avron au XIIIe siècle, Saint Maurice super Averionem en 1312, Maurice-sur-Laveron en 1793 (pluviôse an 2, en application du décret du 16 octobre 1793 = 25 vendémiaire an 2),, Saint-Maurice-sur-Larron au XIXe siècle.

## Histoire

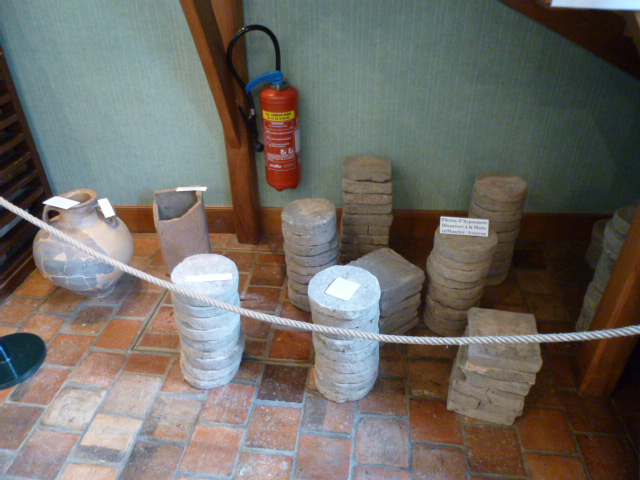
Pilettes des colonnes de l'hypocauste des thermes romains de Saint-Maurice.

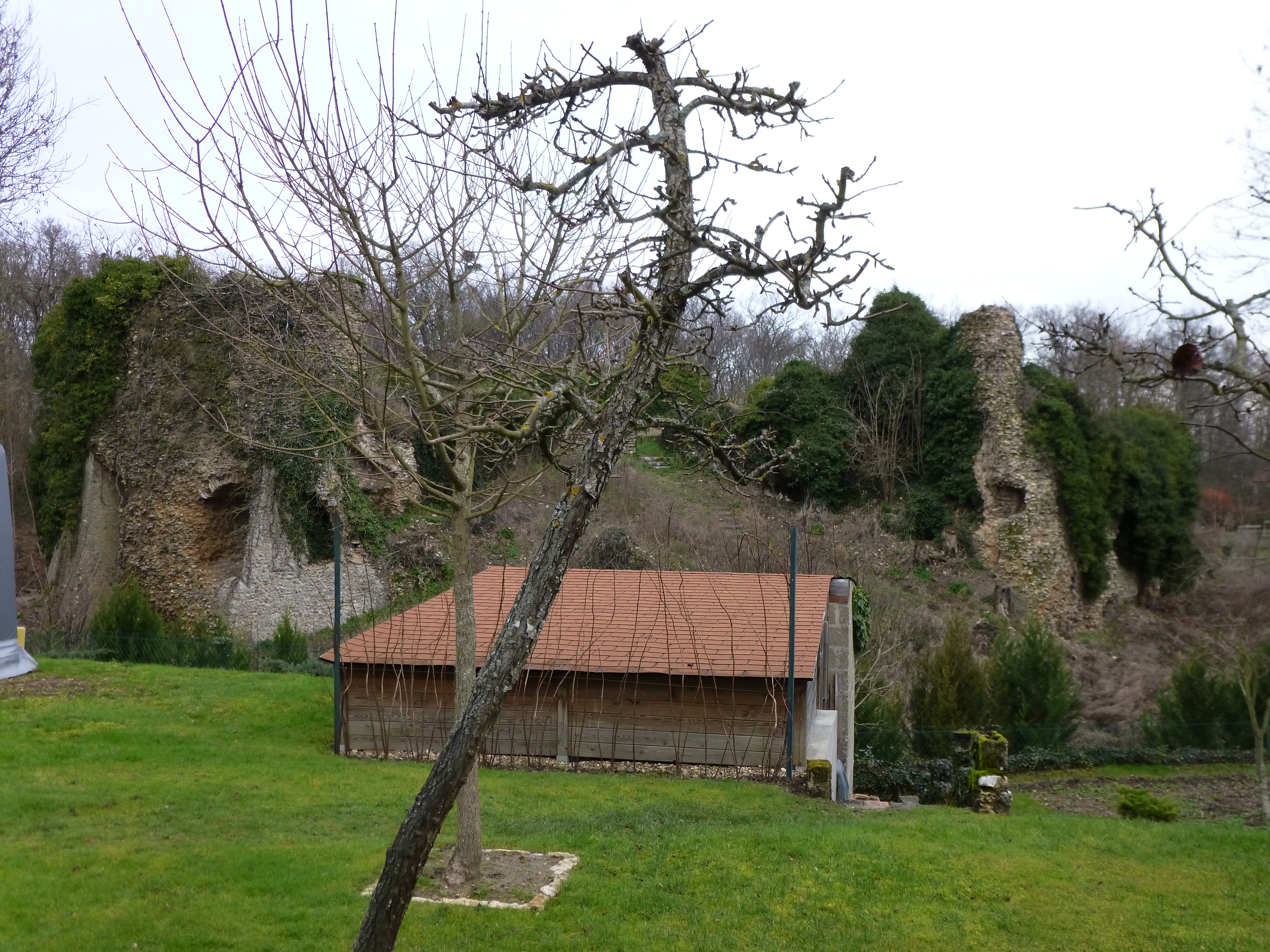
L'Infernat d'en haut.

Le bourg existait déjà aux premiers siècles de notre ère, abritant alors une large population. Des thermes romains considérables, couvrant à peu près 1 hectare et à la décoration soignée (belles mosaïques entre autres), et un aqueduc de même époque desservant d'autres installations, ont été découverts en 1958 près de l'Aveyron en rive gauche (côté sud) ; on peut en voir de nombreux vestiges au musée de l'Hôtel-Dieu de Châtillon-Coligny.
L'abbaye de Fontainejean est fondée vers 1124. Guillaume de Courtenay (1228-1280), fils de Robert Ier de Courtenay et seigneur de Champignelles, de Baillet, de Cloyes, de Nonancourt et de la Ferté-Loupière, y est enterré.
Par la suite, la commune fut dotée de deux châteaux : celui d'en haut puis celui d'en bas, appelés « les Infernats », ou parfois « les Enfermas ».
L'Infernat d'en haut est bâti vers 1150 par le chevalier Renaud de Courtenay (Régnait de l'Enferma) ; ce dernier est inhumé comme d'autres membres de la Maison de Courtenay dans l'église de Saint-Maurice, où il est représenté par une statue de pierre, ceint d'une épée et avec un chien à ses pieds. Ce château, dont les restes imposants sont toujours visibles aujourd'hui, aurait appartenu à Jacques de Bracque et à la Maison de Montmorency-Luxembourg, seigneurs de Châtillon-sur-Loing.
L'Infernat d'en bas fut la demeure de Jacques Cœur après sa disgrâce. Il était situé près de la rivière. Il a aujourd'hui disparu.
Au XIVe siècle, Jean de Melun († octobre 1336) puis Philippe de Melun († 1345) sont seigneurs de Saint-Maurice-sur-Aveyron.

Fin 1358 Robert Knolles prend Malicorne à 15 km à l'est de Saint-Maurice, et s'en sert comme base pour dévaster les alentours. Il n'en part qu'en octobre 1360 lorsque le traité de Brétigny est ratifié (il a été signé en mai 1360). L'abbaye de Fontainejean est entièrement ruinée, y compris l'essentiel sinon toutes ses possessions.

Entre 1359 et 1373, Nicolas Braque acquiert la châtellenie de Saint-Maurice-sur-Laveron de Louis de Melun, un des héritiers des comtes de Sancerre. Il avait déjà acquis en 1359 la seigneurie de Châtillon-sur-Loing (Châtillon-Coligny) pour 7 700 deniers d'or à l'écu.
À partir de 1411, Jean IV Sans Terre de Courtenay est seigneur de Saint-Maurice-sur-Aveyron. Vers 1450 la seigneurie de Mel-le-Roy appartient à l'argentier royal Jacques Cœur, mais lui est confisquée en 1453 et est distribuée à son principal persécuteur Antoine de Chabannes qui reçoit également de la même provenance nombre d'autres seigneuries de la région.
Au début du XXe siècle, Saint-Maurice comptait 97 hameaux, et nombre de commerces aujourd'hui disparus : un aubergiste, deux entreprises de battage, deux bouchers, deux boulangers, douze cafés (10 au bourg, 1 à Fontainejean, 1 à la Breuille), trois charrons, trois bourreliers, cinq marchands de chaussures, un chiffonnier, cinq cordonniers, trois couturières, un magasin de mode et de lingerie, trois magasins de Nouveautés, deux tailleurs d'habits, deux coiffeurs-perruquiers, trois couvreurs, quatre entrepreneurs de bâtiment, deux menuisiers, neuf épiciers, deux grainetiers, un marchand d'engrais, un meunier, un fumiste, un horloger, quatre maréchaux-ferrants, un tourneur sur bois, deux hôtels, cinq tonneliers, un marchand de vin en gros, un marchand de veaux. Tous les dimanches après-midi se déroulait un marché[réf. nécessaire].

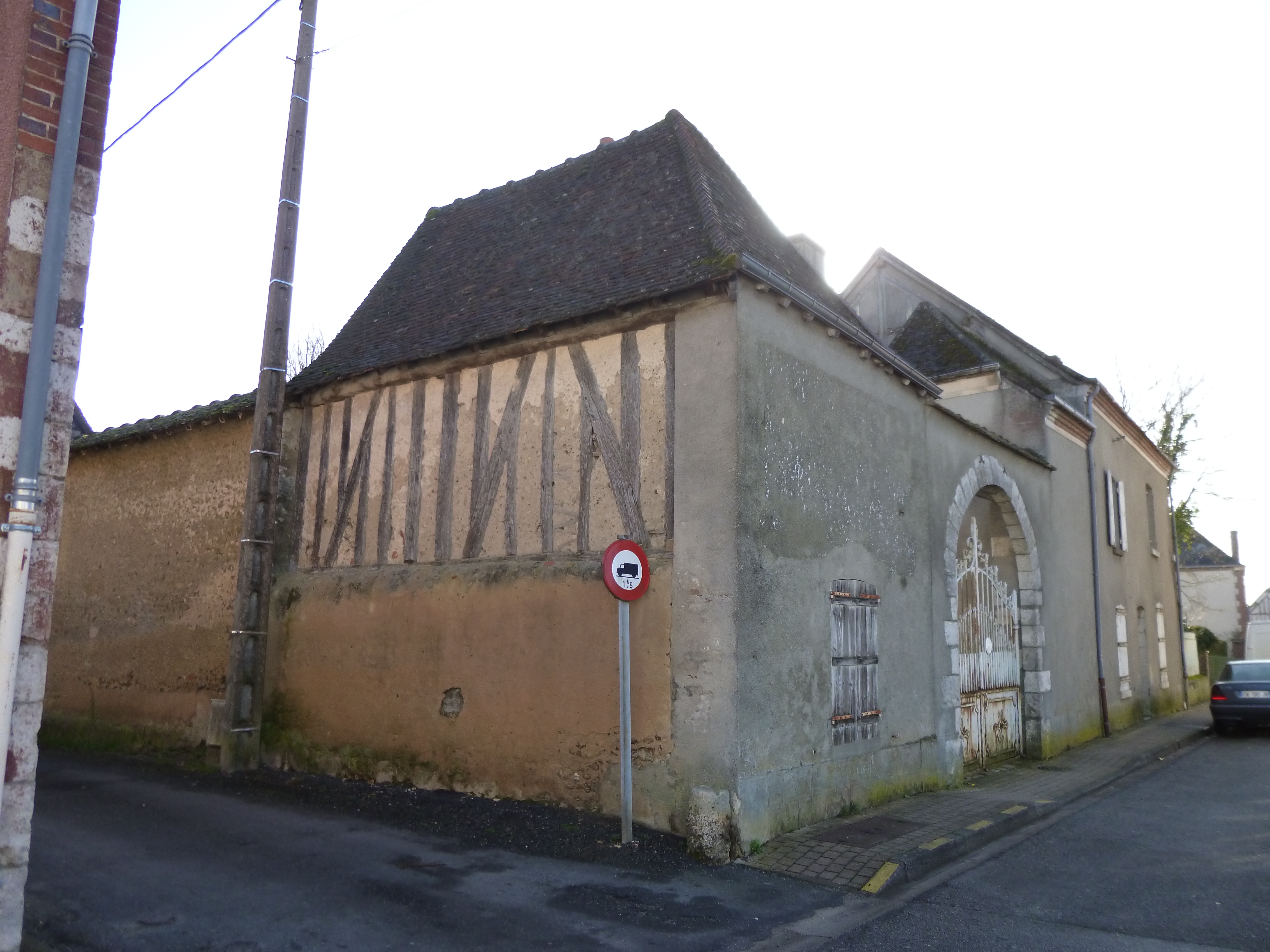
Ancien relais de poste
22 rue du Dr Charpentier.

Neuf fois par an on y trouvait une foire : le dernier lundi de février, le dernier lundi de mars, et les 23 avril, 8 juin, 8 juillet, 5 août, 23 septembre, 8 novembre et 23 décembre,. Deux « louées aux domestiques » par an : dimanche précédant le 24 juin, et deuxième dimanche avant la Toussaint.
Entre le 29 janvier et le 8 février 1939, plus de 2 800 réfugiés espagnols fuyant l'effondrement de la république espagnole devant les troupes de Franco, arrivent dans le Loiret. Devant l'insuffisance des structures d'accueil d’Orléans, 46 centres d’accueil ruraux sont ouverts
, dont un à Saint-Maurice-sur-Aveyron. Les réfugiés, essentiellement des femmes et des enfants (les hommes sont désarmés et retenus dans le Sud de la France), sont soumis à une quarantaine stricte, vaccinés, le courrier est limité, et le ravitaillement, s'il est peu varié et cuisiné à la française, est cependant assuré. Une partie des réfugiés rentrent en Espagne, incités par le gouvernement français qui facilite les conditions du retour, ceux préférant rester sont regroupés au camp de la verrerie des Aydes, à Fleury-les-Aubrais.
En plusieurs endroits de la commune et notamment autour de Fontainejean, se trouvent des restes de forges, disparues probablement après épuisement du minerai.

## Urbanisme

### Typologie
Au 1er janvier 2024, Saint-Maurice-sur-Aveyron est catégorisée commune rurale à habitat dispersé, selon la nouvelle grille communale de densité à sept niveaux définie par l'Insee en 2022.
Elle est située hors unité urbaine et hors attraction des villes,.

### Occupation des sols
L'occupation des sols de la commune, telle qu'elle ressort de la base de données européenne d’occupation biophysique des sols Corine Land Cover (CLC), est marquée par l'importance des territoires agricoles (86,6 % en 2018), une proportion sensiblement équivalente à celle de 1990 (87 %). La répartition détaillée en 2018 est la suivante : 
terres arables (72,3 %), forêts (12,5 %), zones agricoles hétérogènes (10,9 %), prairies (3,4 %), zones urbanisées (0,9 %).
L'évolution de l’occupation des sols de la commune et de ses infrastructures peut être observée sur les différentes représentations cartographiques du territoire : la carte de Cassini (XVIIIe siècle), la carte d'état-major (1820-1866) et les cartes ou photos aériennes de l'IGN pour la période actuelle (1950 à aujourd'hui).

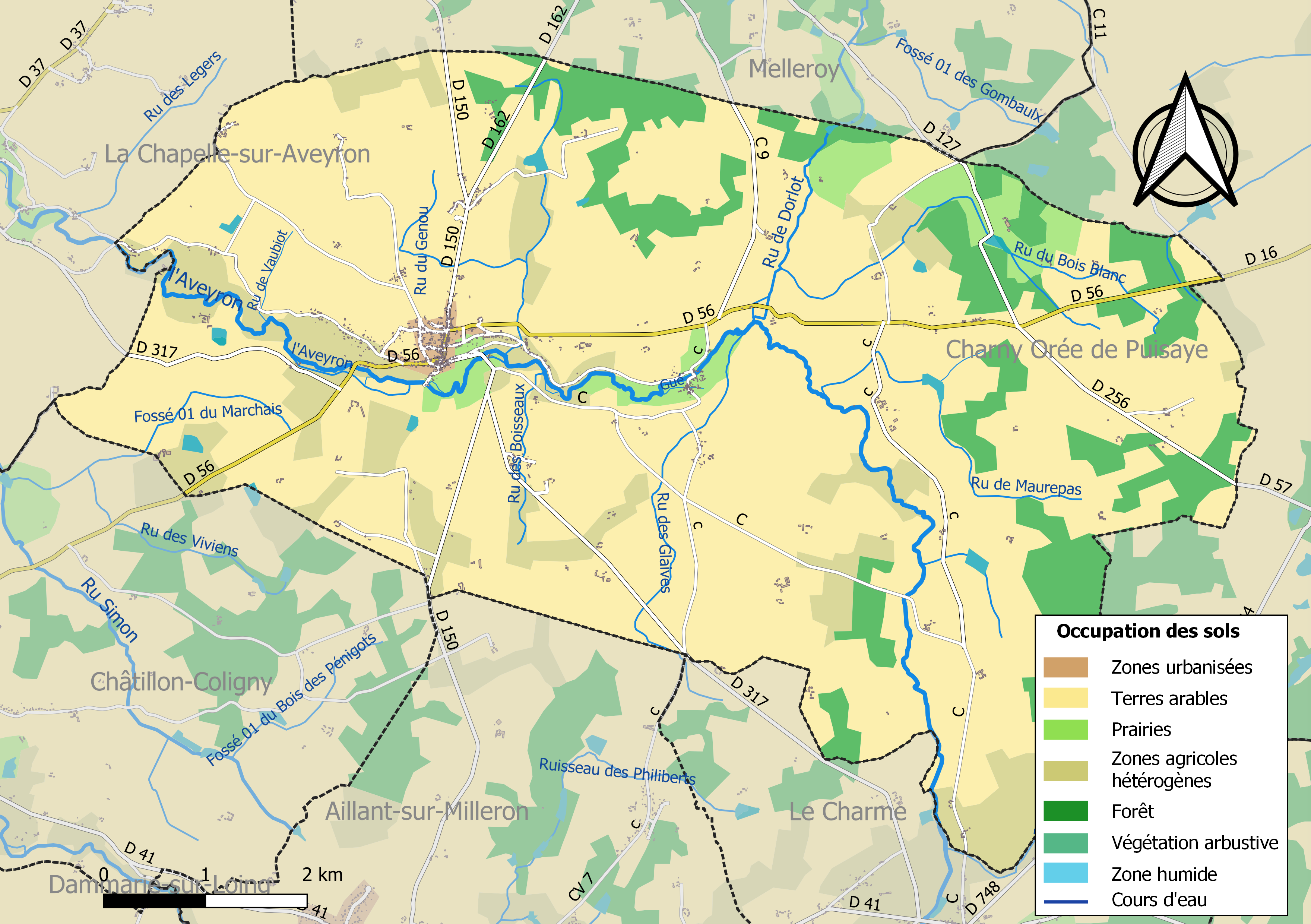
Carte des infrastructures et de l'occupation des sols de la commune en 2018 (CLC).
Carte orthophotographique de la commune en 2016.

### Routes et transports

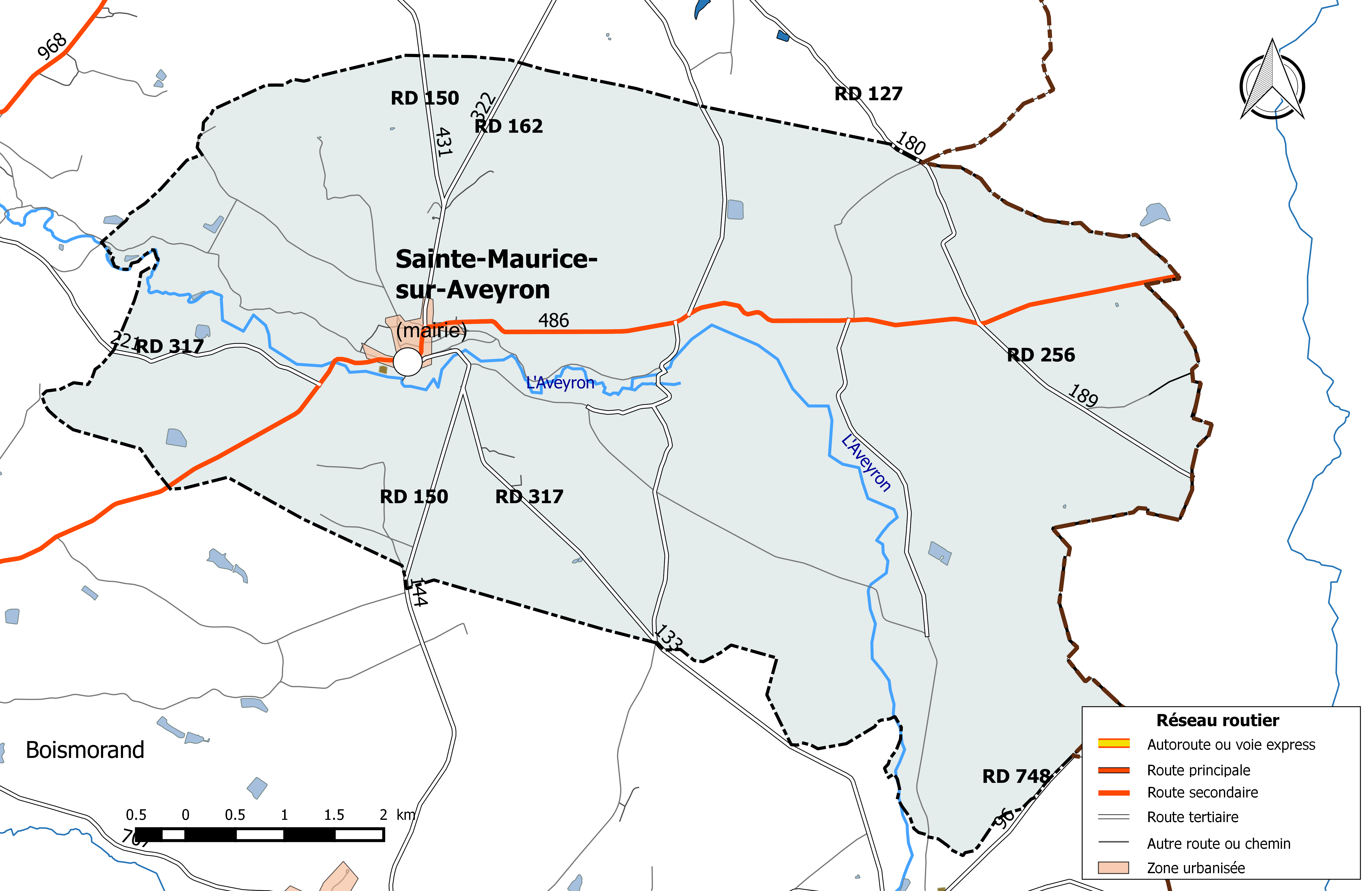
Réseau routier principal de la commune de Saint-Maurice-sur-Aveyron (avec indication du trafic routier 2014).

Saint-Maurice est bien desservi par route :
La D 56 commence à Saint-Maurice et mène vers le sud-ouest à Châtillon-Coligny, Les Choux et Dampierre-en-Burly, et vers le nord-est à Charny. La D 150 mène à Château-Renard vers le nord et Aillant-sur-Milleron vers le sud, direction Bléneau. La D 162 mène à Triguères et Courtenay au nord-est. Enfin la D 317 mène à La Chapelle-sur-Aveyron, Montcresson et Montargis au nord-ouest.
Saint-Maurice-sur-Aveyron est desservi par la ligne 15 du réseau départemental d'autocars Ulys, qui suit un rythme essentiellement scolaire.
Le sentier de grande randonnée GR 13 reliant Fontainebleau (Seine-et-Marne) à Arcy-sur-Cure (Yonne) traverse le bourg.

### Risques majeurs
La commune de Saint-Maurice-sur-Aveyron est vulnérable à différents aléas naturels : climatiques (hiver exceptionnel ou canicule), mouvements de terrains ou sismique (sismicité très faible).
Entre 1989 et 2019, huit arrêtés ministériels portant reconnaissance de catastrophe naturelle ont été pris pour le territoire de la commune : cinq  pour des inondations et coulées de boues et trois pour des mouvements de terrains.
Le territoire de la commune peut être concerné par un risque d'effondrement de cavités souterraines non connues. Une cartographie départementale de l'inventaire des cavités souterraines et des désordres de surface a été réalisée. Il a été recensé sur la commune plusieurs effondrements de cavités.
Par ailleurs, le sol du territoire communal peut faire l'objet de mouvements de terrain liés à la sécheresse. Le phénomène de retrait-gonflement des argiles est la conséquence d'un changement d'humidité des sols argileux. Les argiles sont capables de fixer l'eau disponible mais aussi de la perdre en se rétractant en cas de sécheresse. Ce phénomène peut provoquer des dégâts très importants sur les constructions (fissures, déformations des ouvertures) pouvant rendre inhabitables certains locaux. Celui-ci a particulièrement affecté le Loiret après la canicule de l'été 2003. Une grande partie du territoire de la commune est exposée à un aléa « moyen » face à ce risque, selon l'échelle définie par le Bureau de recherches géologiques et minières (BRGM).
Depuis le 22 octobre 2010, la France dispose d’un nouveau zonage sismique divisant le territoire national en cinq zones de sismicité croissante. La commune, à l’instar de l’ensemble du département, est concernée par un risque très faible.

## Politique et administration

### Découpage territorial

#### Bloc communal: commune et intercommunalités
La paroisse et bourg de Saint-Maurice-sur-Aveyron acquiert le statut de municipalité avec le décret du 12 novembre 1789 de l'Assemblée Nationale puis celui de « commune », au sens de l'administration territoriale actuelle, par le décret de la Convention nationale du 10 brumaire an II (31 octobre 1793). Il faut toutefois attendre la loi du 5 avril 1884 sur l'organisation municipale pour qu'un régime juridique uniforme soit défini pour toutes les communes de France, point de départ de l’affirmation progressive des communes face au pouvoir central. Aucun événement de restructuration majeure du territoire, de type suppression, cession ou réception de territoire, n'a affecté la commune depuis sa création.
La communauté des Quatre-Rivières ou district urbain de Châtillon-Coligny, créée le 6 juillet 1965, est transformée en communauté de communes de Châtillon-Coligny par arrêté préfectoral du 26 décembre 2001. Saint-Maurice-sur-Aveyron fait alors partie des douze communes qui composent cette nouvelle intercommunalité. Le schéma départemental de coopération intercommunale du Loiret, adopté le 30 mars 2016, aboutit à la fusion de plusieurs intercommunalités. À la suite de ces modifications, entrées en vigueur au 1er janvier 2017, la commune appartient désormais à la Communauté de communes Canaux et Forêts en Gâtinais.
La commune appartient à d'autres établissements publics de coopération intercommunale, de type syndicats ou autres regroupements intercommunaux. Le découpage territorial de ces structures est en constante évolution dans une perspective de rationalisation et d'efficience des services.

#### Circonscriptions de rattachement
Sous l'Ancien Régime, à la veille des États généraux de 1789, la paroisse de Saint-Maurice-sur-Aveyron était rattachée sur le plan ecclésiastique à l'ancien diocèse de Sens et sur le plan judiciaire au bailliage de Montargis.
La loi du 22 décembre 1789 divise le pays en 83 départements découpés chacun en six à neuf districts eux-mêmes découpés en cantons regroupant des communes. Les districts, tout comme les départements, sont le siège d’une administration d’État et constituent à ce titre des circonscriptions administratives. La commune de Saint-Maurice-sur-Aveyron est alors incluse dans le canton de Chatillon, le district de Montargis et le département du Loiret. La recherche d’un équilibre entre la volonté d’organiser une administration dont les cadres permettent l’exécution et le contrôle des lois d’une part, et la volonté d’accorder une certaine autonomie aux collectivités de base (paroisses, bourgs, villes) d’autre part, s’étale de 1789 à 1838. Les découpages territoriaux évoluent ensuite au gré des réformes visant à décentraliser ou recentraliser l'action de l'État. La régionalisation fonctionnelle des services de l'État (1945-1971) aboutit à la création de régions. L'acte I de la décentralisation de 1982-1983 constitue une étape importante en donnant l'autonomie aux collectivités territoriales, régions, départements et communes. L'acte II intervient en 2003-2006, puis l'acte III en 2012-2015.
Le tableau suivant présente les rattachements, au niveau infra-départemental, de la commune de Saint-Maurice-sur-Aveyron aux différentes circonscriptions administratives et électorales ainsi que l'historique de l'évolution de leurs territoires.
| Circonscription             | Nom                 | Période   | Type                         | |
| --------------------------- | ------------------- | --------- | ---------------------------- | --- |
| District                    | Montargis           | 1790-1795 | Administrative               | La commune est rattachée au district de Montargis de 1790 à 1795,. La Constitution du 5 fructidor an III, appliquée à partir de vendémiaire an IV (1795) supprime les districts, rouages administratifs liés à la Terreur, mais maintient les cantons qui acquièrent dès lors plus d'importance. |
| Canton                      | Chatillon (Coligny) | 1790-1801 | Administrative et électorale | Le 10 février 1790, la municipalité de Saint-Maurice-sur-Aveyron est rattachée au canton de Chatillon (Coligny). Les cantons acquièrent une fonction administrative avec la disparition des districts en 1795. |
| Canton                      | Châtillon-sur-Loing | 1801-2015 | Administrative et électorale | Sous le Consulat, un redécoupage territorial visant à réduire le nombre de justices de paix ramène le nombre de cantons dans le Loiret de 59 à 31. Saint-Maurice-sur-Aveyron est alors rattachée par arrêté du 9 vendémiaire an X (30 septembre 1801) au canton de Châtillon-sur-Loing,, qui devient canton de Châtillon-Coligny en 1896. |
| Canton                      | Lorris              | 2015-     | Électorale                   | La loi du 17 mai 2013 et ses décrets d'application publiés en février et mars 2014 introduisent un nouveau découpage territorial pour les élections départementales. La commune est alors rattachée au nouveau canton de Lorris. Depuis cette réforme, plus aucun service de l'État n'exerce sa compétence sur un territoire s'appuyant sur le nouveau découpage cantonal. Le canton a disparu en tant que circonscription administrative de l'État ; il est désormais uniquement une circonscription électorale dédiée à l'élection d'un binôme de conseillers départementaux siégeant au conseil départemental. |
| Arrondissement              | Montargis           | 1801-     | Administrative               | Saint-Maurice-sur-Aveyron est rattachée à l'arrondissement de Montargis depuis sa création en 1801,. |
| Circonscription législative | 4e circonscription  | 2010-     | Électorale                   | Lors du découpage législatif de 1986, le nombre de circonscriptions législatives passe dans le Loiret de 4 à 5. Un nouveau redécoupage intervient en 2010 avec la loi du 23 février 2010. En attribuant un siège de député « par tranche » de 125 000 habitants, le nombre de circonscriptions par département varie désormais de 1 à 21,. Dans le Loiret, le nombre de circonscriptions passe de cinq à six. La réforme n'affecte pas Saint-Maurice-sur-Aveyron qui reste rattachée à la quatrième circonscription.                                                                                              |

#### Collectivités de rattachement
La commune de Saint-Maurice-sur-Aveyron est rattachée au département du Loiret et à la région Centre-Val de Loire, à la fois circonscriptions administratives de l'État et collectivités territoriales.

### Politique et administration municipales

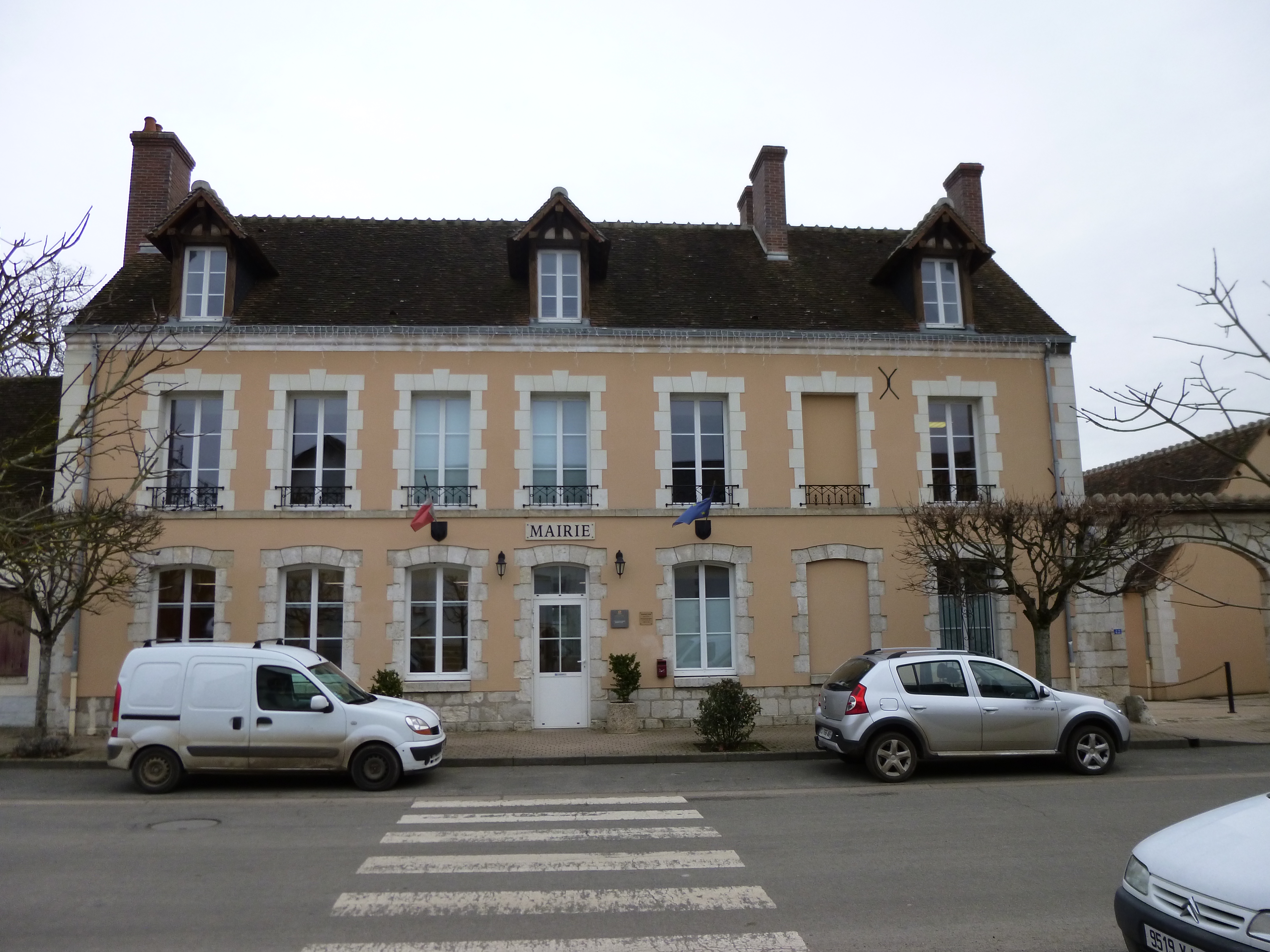
Mairie.

#### Conseil municipal et maire
Depuis les élections municipales de 2014, le conseil municipal  de Saint-Maurice-sur-Aveyron, commune de moins de 1 000 habitants, est élu au scrutin majoritaire plurinominal à deux tours, les électeurs pouvant modifier les listes, panacher, ajouter ou supprimer des candidats sans que le vote soit nul, pour un mandat de six ans renouvelable. Il est composé de 15 membres. L'exécutif communal est constitué par le maire, élu par le conseil municipal parmi ses propres membres, pour un mandat de six ans c'est-à-dire pour la durée du mandat du conseil.
| Période                                  | Période      | Identité            | Étiquette | Qualité |
| ---------------------------------------- | ------------ | ------------------- | --------- | --- |
| ? (actif en 1804)                        | ?            | Cœur                |           | Le 10 mars 1804 (« 19 ventôse an XII ») il annote le dossier militaire du général Étienne Gudin, en retraite à Saint-Maurice-sur-Aveyron |
|                                          |              |                     |           | |
| 1941                                     | 1965         | Maurice Charpentier |           | Médecin |
| avant 1981                               | ?            | Charles Galloo      |           | |
| ?                                        | 2008         | Pierre Cuisinier    |           | |
| 2008                                     | 2016         | Michèle Merlin      |           | |
| juin 2016                                | juillet 2020 | Arnaud Coraboeuf    |           | Retraité d'une entreprise publique |
| juillet 2020                             | En cours     | Wondwossen Kassa,   |           | Profession intermédiaire de la santé et du travail social                                                                                |
| Les données manquantes sont à compléter. |              |                     |           | |

### Finances communales
En 2011, la commune était endettée pour 715 000 €, soit 787 € par habitant (pour une moyenne française de 592 € par habitant en 2011).

## Équipements et services

### Environnement

#### Gestion des déchets
En 2016, la commune est membre du syndicat mixte de collecte et de traitement des ordures ménagères des cantons de Gien, Châtillon Coligny, Briare et Châtillon-sur-Loire (SMICTOM). Celui-ci assure la collecte et le traitement des ordures ménagères résiduelles, des emballages ménagers recyclables et des encombrants en porte à porte et du verre en points d’apport volontaire. Un réseau de sept déchèteries accueille les encombrants et autres déchets spécifiques (déchets verts, déchets dangereux, gravats, ferraille, cartons…). La déchèterie la plus proche est située sur la commune de Sainte-Geneviève-des-Bois,. L'élimination et la valorisation énergétique des déchets ménagers et de ceux issus de la collecte sélective sont effectuées par le SYCTOM de Gien-Châteauneuf-sur-Loire qui comprend un centre de transfert de déchets ménagers et un centre de stockage de déchets ultimes (CSDU) de classe II à Saint-Aignan-des-Gués ainsi qu'une usine d’incinération des ordures ménagères à Gien-Arrabloy
Depuis le 1er janvier 2017, la « gestion des déchets ménagers » ne fait plus partie des compétences de la commune mais est une compétence obligatoire de la communauté de communes Canaux et Forêts en Gâtinais, en application de la loi NOTRe du 7 août 2015.

#### Production et distribution d'eau

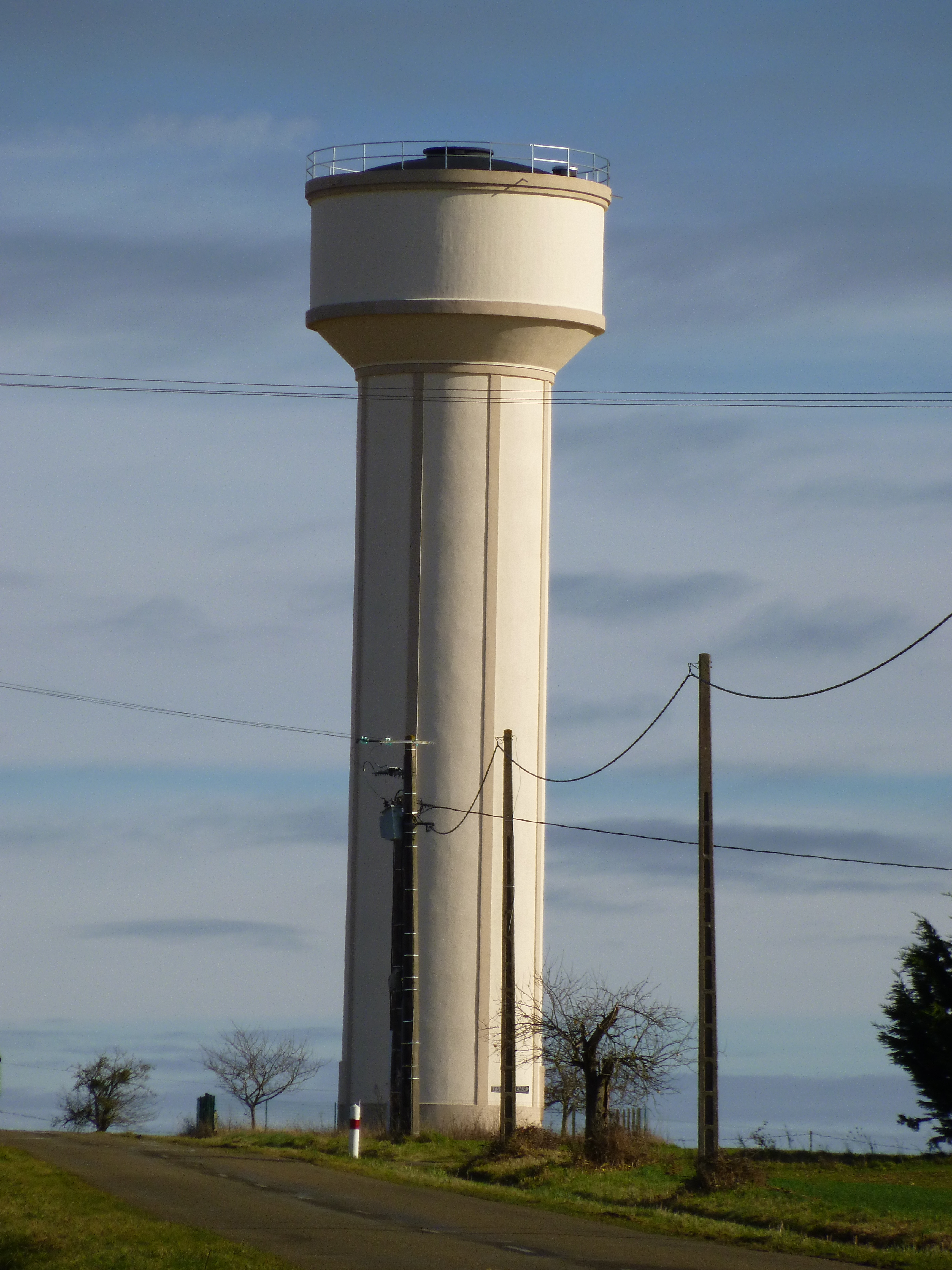
Le château d'eau,
route de Charny

Le service public d’eau potable est une compétence obligatoire des communes depuis l’adoption de la loi du 30 décembre 2006 sur l’eau et les milieux aquatiques. Au 31 décembre 2016, la production et la distribution de l'eau potable sur le territoire communal sont assurées par le syndicat intercommunal d'alimentation en eau potable de Saint-Maurice-sur-Aveyron, un syndicat créé en 1959 desservant quatre communes : Aillant-sur-Milleron, Le Charme, Dammarie-sur-Loing et Saint-Maurice-sur-Aveyron,,.
La loi NOTRe du 7 août 2015 prévoit que le transfert des compétences « eau et assainissement » vers les communautés de communes sera obligatoire à compter du 1er janvier 2020. Le transfert d’une compétence entraîne de facto la mise à disposition gratuite de plein droit des biens, équipements et services publics utilisés, à la date du transfert, pour l'exercice de ces compétences et la substitution de la communauté dans les droits et obligations des communes,.

#### Assainissement
La compétence assainissement, qui recouvre obligatoirement la collecte, le transport et l’épuration des eaux usées, l’élimination des boues produites, ainsi que le contrôle des raccordements aux réseaux publics de collecte, est assurée par la commune elle-même.
La commune est raccordée à une station d'épuration située sur le territoire communal, mise en service le 20 juin 2012 et dont la capacité nominale de traitement est de  1 200 EH, soit 230 m3/jour. Cet équipement utilise un procédé d'épuration biologique dit « à boues activées »,.
L’assainissement non collectif (ANC) désigne les installations individuelles de traitement des eaux domestiques qui ne sont pas desservies par un réseau public de collecte des eaux usées et qui doivent en conséquence traiter elles-mêmes leurs eaux usées avant de les rejeter dans le milieu naturel. La communauté de communes de Châtillon-Coligny a créé, par délégation de ses communes adhérentes, le 31 décembre 2005 le service public d'assainissement non collectif (SPANC). Celui-ci a pour mission de contrôler les installations neuves et existantes, la mise en place d’un service de vidange et la réhabilitation des installations,. Depuis le 1er janvier 2017, c'est la communauté de communes Canaux et Forêts en Gâtinais, issue de la fusion de la communauté de communes du canton de Lorris, de la communauté de communes de Châtillon-Coligny et de la communauté de communes du Bellegardois, qui assure, par substitution, le SPANC.

### Santé
Les médecins et les pharmacies les plus proches se trouvent à Châtillon-Coligny et à Château-Renard. L'hôpital le plus proche est au nord de Montargis-Amilly.

### Enseignement

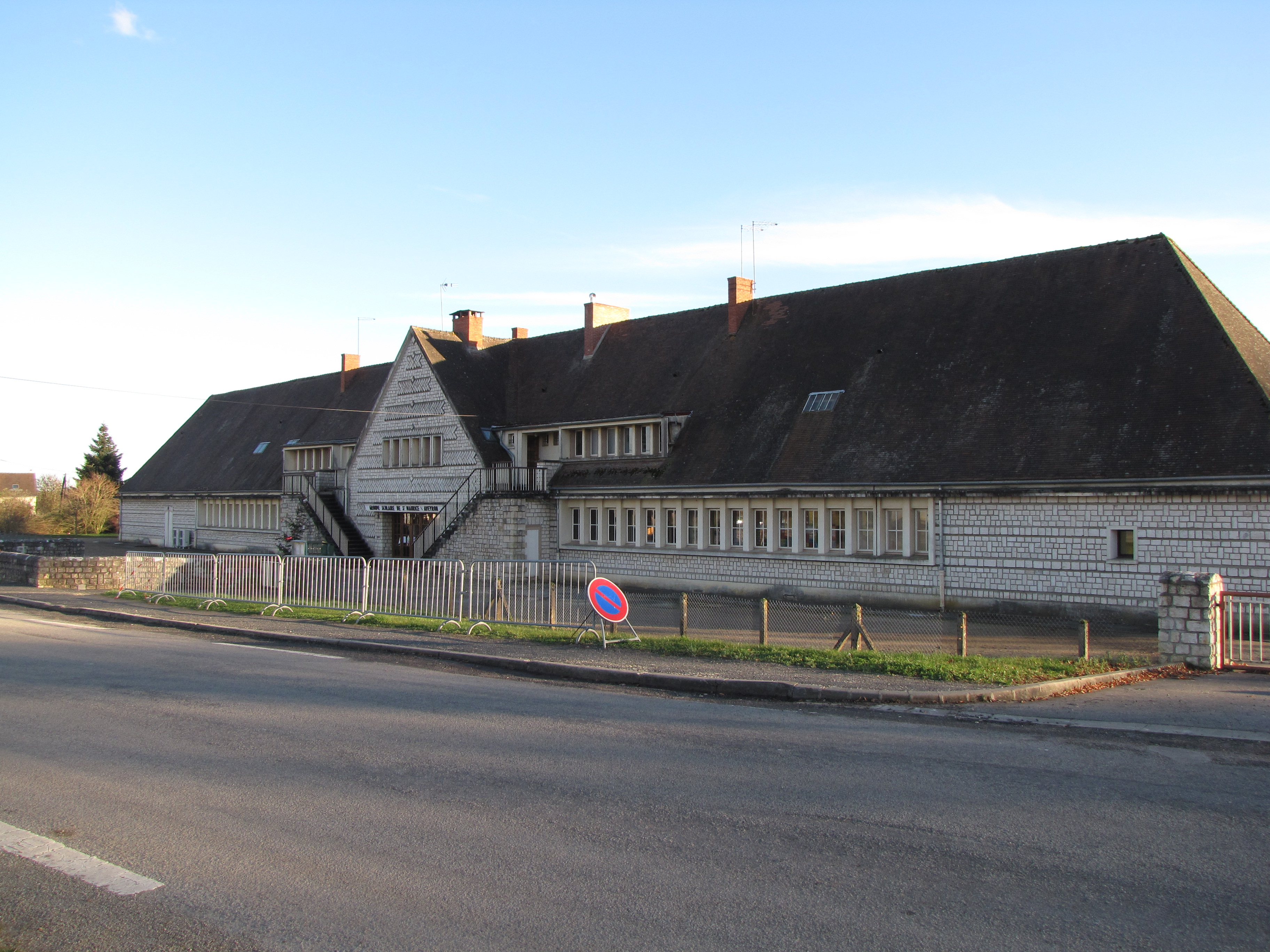
L'école primaire.

La commune est située dans l'académie d'Orléans-Tours et dans la circonscription de Gien. Elle possède une école primaire publique. L'école secondaire la plus proche est à Châtillon-Coligny. Un service de bus adapté aux horaires scolaires donne accès au lycée en Forêt et au lycée technique du Chesnoy-sur-Montargis.

## Population et société

### Démographie
L'évolution du nombre d'habitants est connue à travers les recensements de la population effectués dans la commune depuis 1793. Pour les communes de moins de 10 000 habitants, une enquête de recensement portant sur toute la population est réalisée tous les cinq ans, les populations de référence des années intermédiaires étant quant à elles estimées par interpolation ou extrapolation. Pour la commune, le premier recensement exhaustif entrant dans le cadre du nouveau dispositif a été réalisé en 2005.
En 2022, la commune comptait 842 habitants, en évolution de −2,43 % par rapport à 2016 (Loiret : +1,89 %, France hors Mayotte : +2,11 %).
| 1793  | 1800  | 1806  | 1821  | 1831  | 1836  | 1841  | 1846  | 1851  |
| ----- | ----- | ----- | ----- | ----- | ----- | ----- | ----- | ----- |
| 1 340 | 1 375 | 1 333 | 1 350 | 1 408 | 1 467 | 1 554 | 1 606 | 1 759 |

| 1856  | 1861  | 1866  | 1872  | 1876  | 1881  | 1886  | 1891  | 1896  |
| ----- | ----- | ----- | ----- | ----- | ----- | ----- | ----- | ----- |
| 1 752 | 1 800 | 1 858 | 1 753 | 1 701 | 1 655 | 1 660 | 1 680 | 1 611 |

| 1901  | 1906  | 1911  | 1921  | 1926  | 1931  | 1936  | 1946  | 1954  |
| ----- | ----- | ----- | ----- | ----- | ----- | ----- | ----- | ----- |
| 1 645 | 1 554 | 1 507 | 1 288 | 1 266 | 1 227 | 1 228 | 1 131 | 1 114 |

| 1962  | 1968 | 1975 | 1982 | 1990 | 1999 | 2005 | 2006 | 2010 |
| ----- | ---- | ---- | ---- | ---- | ---- | ---- | ---- | ---- |
| 1 042 | 915  | 820  | 809  | 721  | 769  | 860  | 859  | 873  |

| 2015 | 2020 | 2022 | - | - | - | - | - | - |
| ---- | ---- | ---- | - | - | - | - | - | - |
| 859  | 852  | 842  | - | - | - | - | - | - |

### Sports et loisirs
La commune offre 150 km de chemins dont 55 km goudronnés, permettant de grandes randonnées à pied ou à vélo,. La section du sentier de grande randonnée GR 13 de Fontainebleau (Seine-et-Marne) à Arcy-sur-Cure (Yonne) passe par Saint-Maurice-sur-Aveyron,. Plusieurs gîtes se trouvent sur la commune,,.
La piscine, sise dans l'enceinte de l'école et gérée par la communauté de communes, offre quatre séances guidées d'aquagym par semaine. Elle est ouverte au public hors les heures d'ouverture réservées aux scolaires.
Deux terrains de tennis sont situés dans l'enceinte de l'école.
L'Aveyron est une rivière de 1re catégorie.

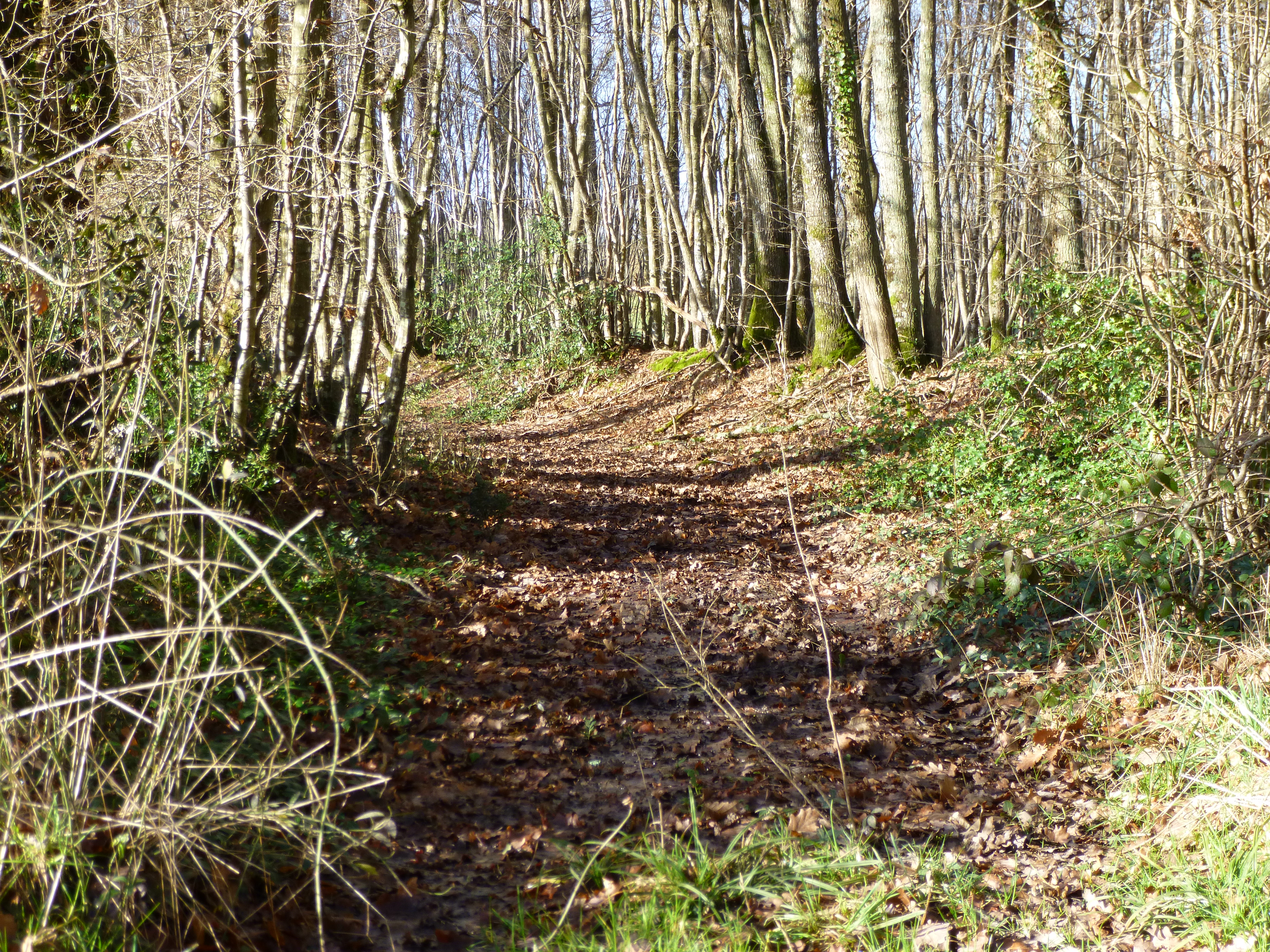
Ancienne route de Melleroy. Camp romain à 300 m.
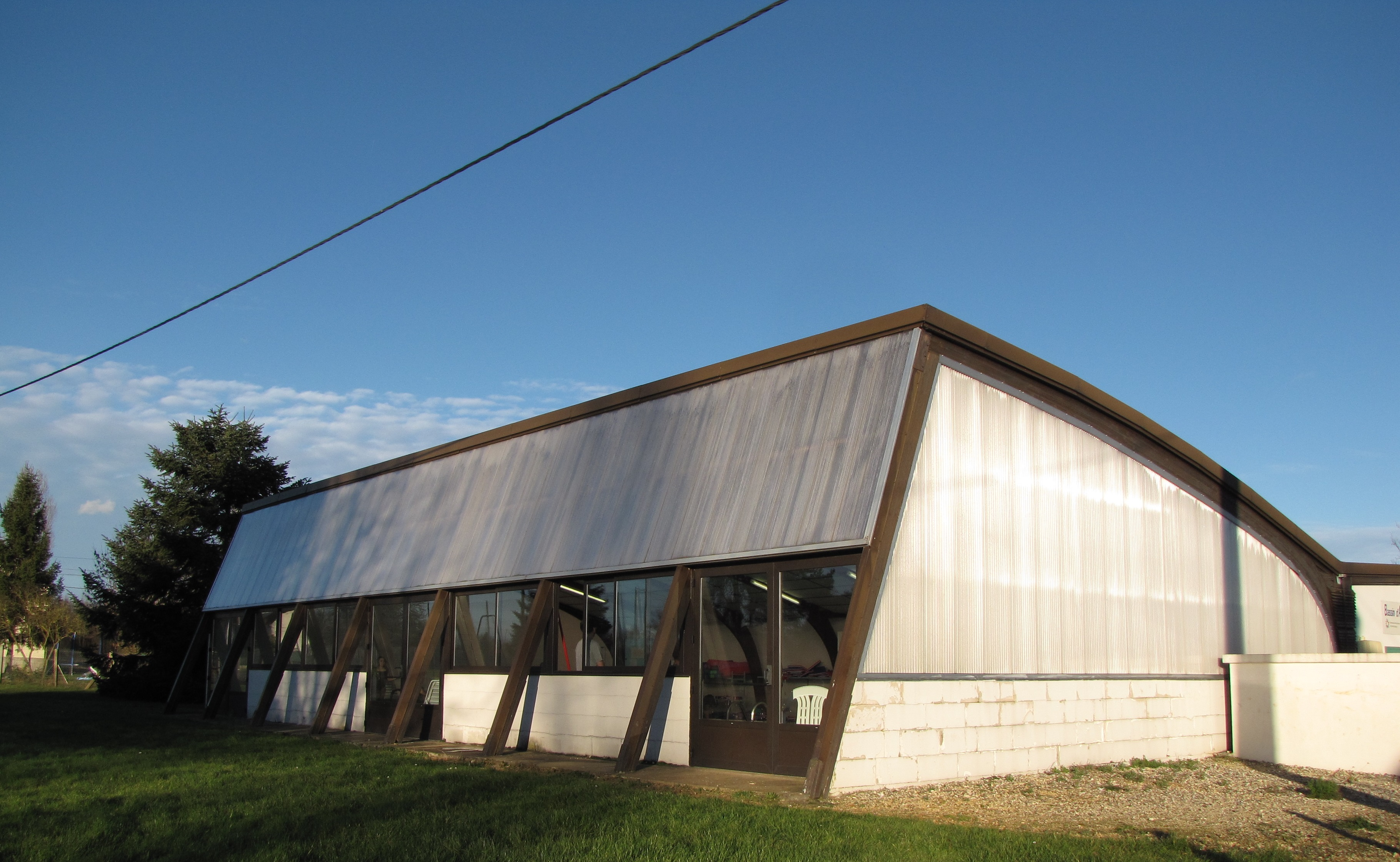
La piscine, à côté de l'école.
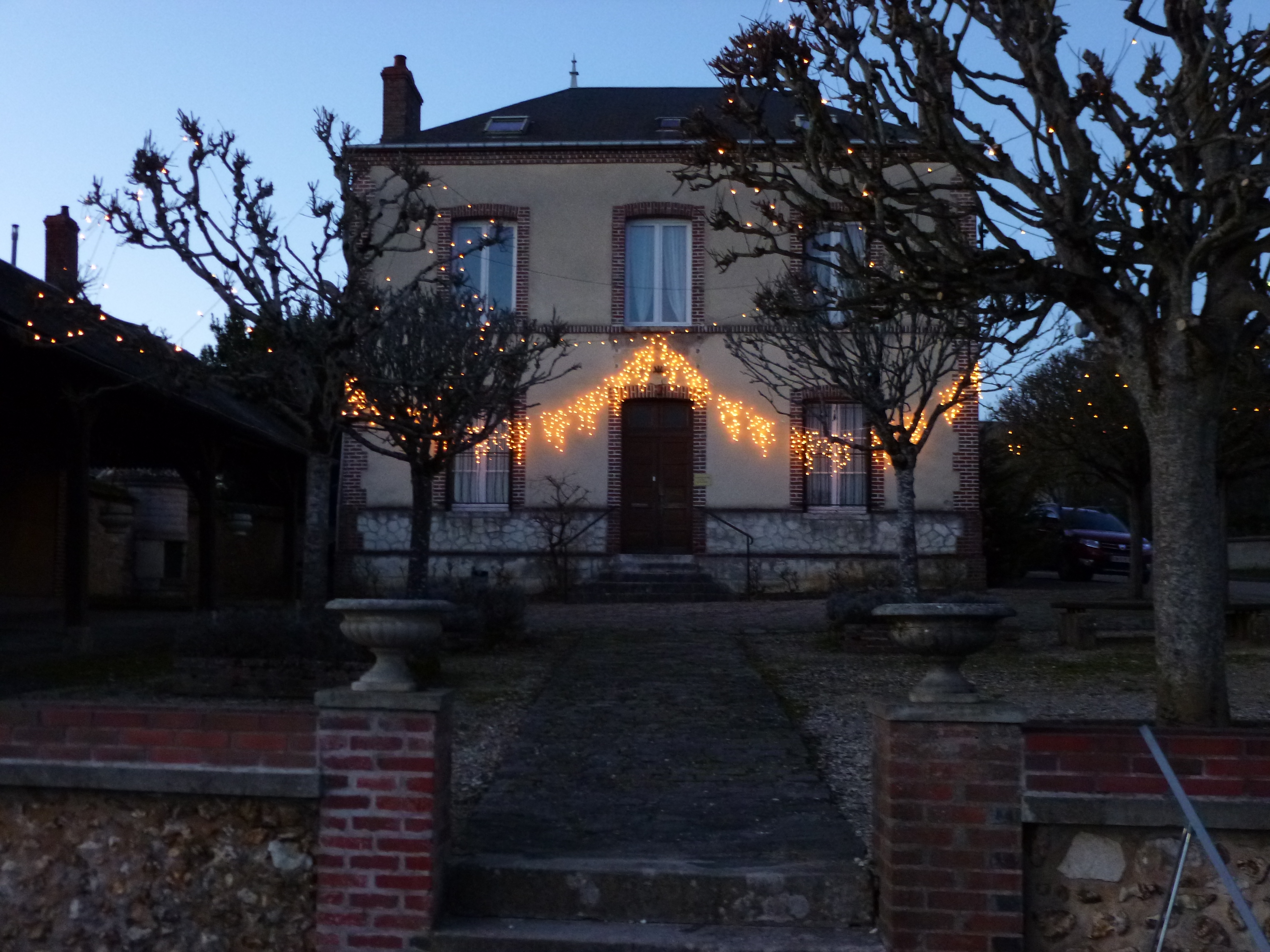
L'ancienne mairie, maintenant salle des fêtes.

## Économie
L'épicerie a rouvert en 2015 et le café-restaurant-tabac le Lion d'Or également.
La boulangerie-pâtisserie se maintient, avec trois boulangers successifs entre 2011 et 2013. Des marchands visitent le bourg avec leurs camions de vente quelques heures par semaine : un poissonnier, un boucher, un marchand de pizzas le mardi soir, un boulanger le lundi (jour de fermeture su boulanger local).

## Patrimoine

### Lieux et monuments

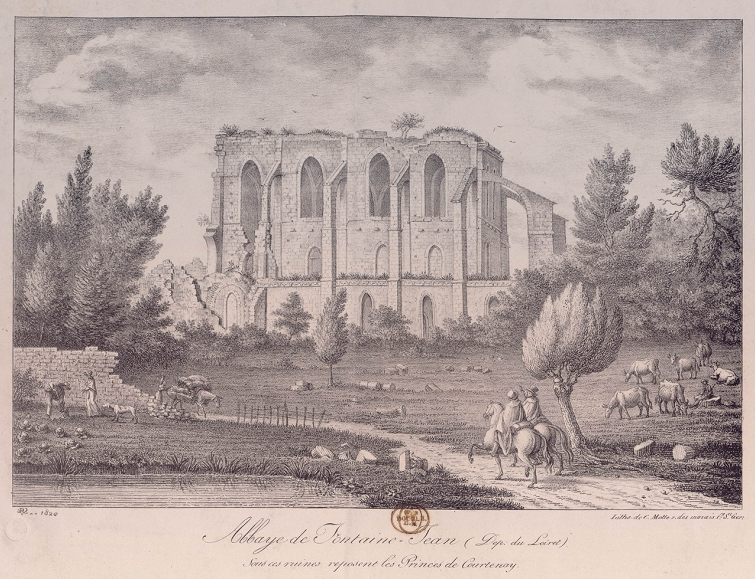
Les ruines de l'abbaye sur une gravure d'Ange-René Ravault (1820).

- Des vestiges de l'époque gallo-romaine : à environ 1 km au sud du bourg, des fouilles effectuées dans les années 1950 ont révélé un aqueduc à l'air libre amenant l'eau à une installation antique près de la ferme de la Motte. Tout proche et à environ 40 mètres de la rive gauche de l'Aveyron, se trouvait un ensemble thermal d'une surface avoisinant un hectare, orienté sur les points cardinaux et comprenant une salle hypocauste, subséquemment comblée suivant la volonté de l'exploitant agricole. L'arrivée d'air chaud se faisait à travers le mur nord, par une entrée oblique d'environ 50 cm de largeur ; une déclivité de 5 cm entre le mur sud et le mur nord, obligeait la chaleur venant du foyer (le praefurnium) à descendre. L'évacuation de l'air chaud se faisait par des tuyaux de terre cuite posés le long des parois et dont des fragments avaient été conservés à l'époque des fouilles. La pièce était décorée de marbres et de moulures. Sur le même lieu on a aussi retrouvé des restes de céramique sigillée, un petit vase en bronze à parfum, des fragments de verrerie, un petit bronze de Tetricus II le jeune. En 1962, juste avant le remblaiement du site, une lame de type néolithique y a également été trouvée. Le tout est situé près d'un gué réputé pour être très ancien, au lieu-dit les Desponts.
- La ferme de la Chamauderie[n 6] voisine un site préhistorique important. La cave de la ferme a été fouillée à plusieurs reprises, livrant entre autres une fibule, des clous de coffre de bois, d'autres en bronze, quelques fragments de verrerie, des monnaies de bronze des Ier et IIe siècles ainsi qu'un Constantin V[35] (VIIIe siècle apr. J.-C.).
- Les ruines de l'abbaye de Fontainejean, d'ordre cistercien, fondée en 1124, furent inscrites à l'inventaire des Monuments historiques le 6 octobre 1925[127]. Ses pierres ont été largement réutilisées dans les bâtiments et mobilier construits depuis.

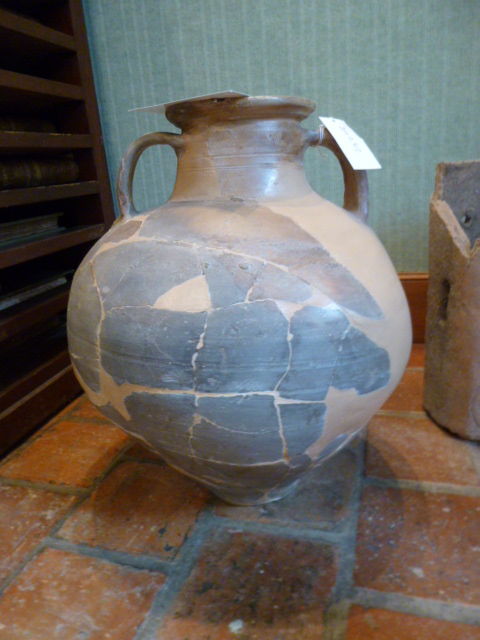
Amphore, IVe s. ap. J.-C., trouvée à la Chamauderie.
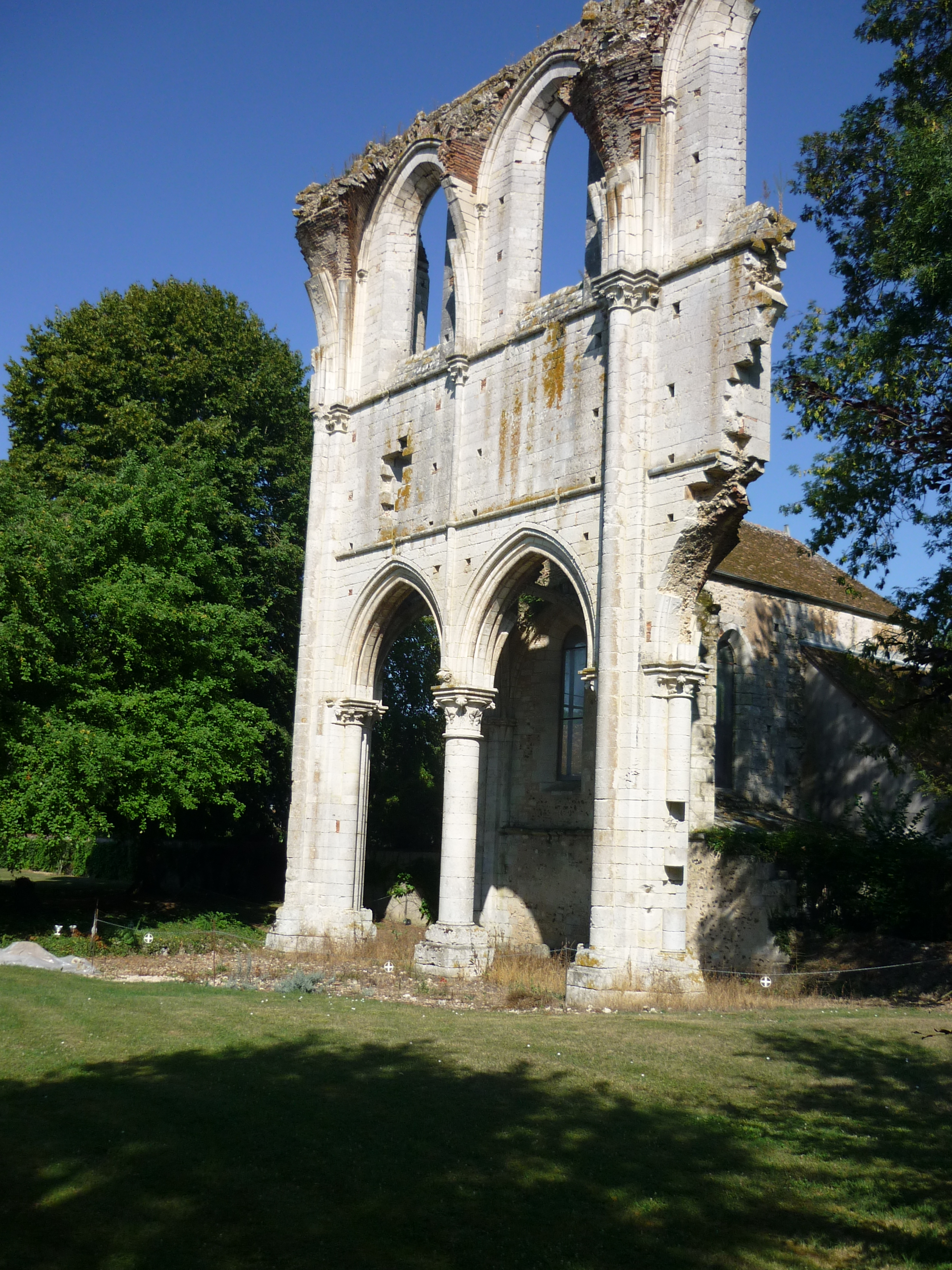
Majesté des ruines de Fontainejean.
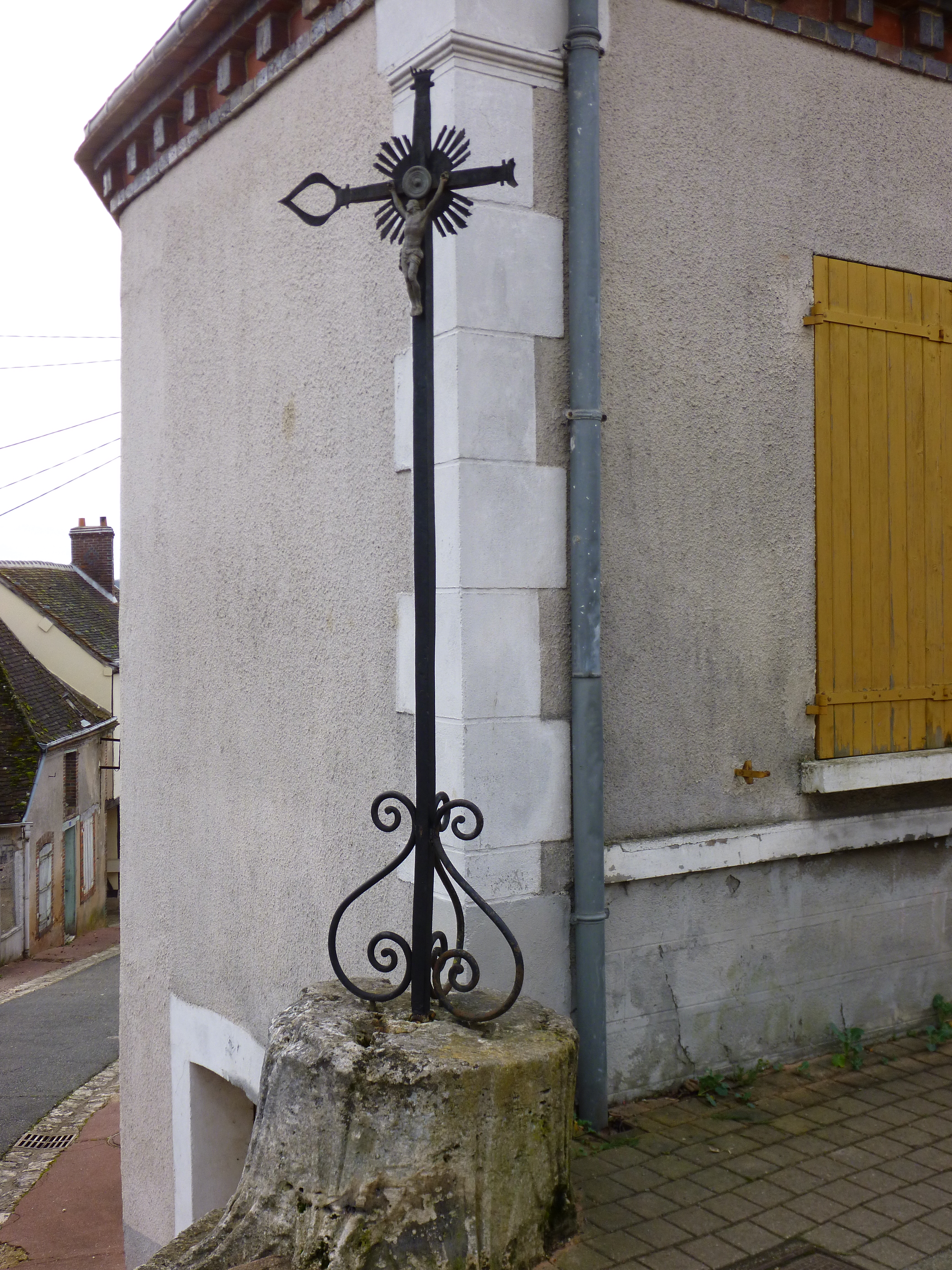
En face du n° 10 rue du Dr Charpentier, une croix repose sur un chapiteau d'un seul bloc provenant des ruines de Fontainejean.
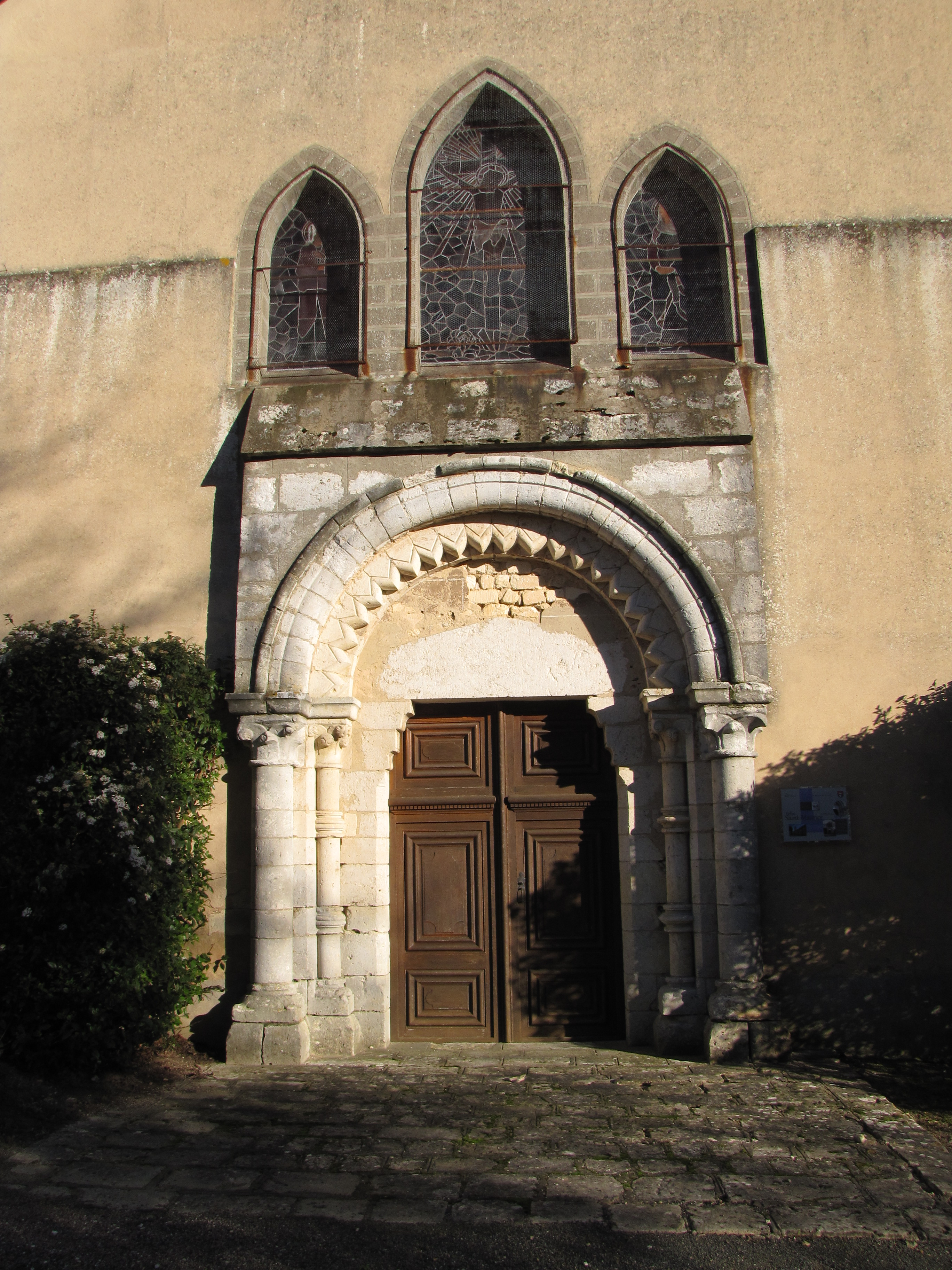
Portail de l'église Saint-Maurice.
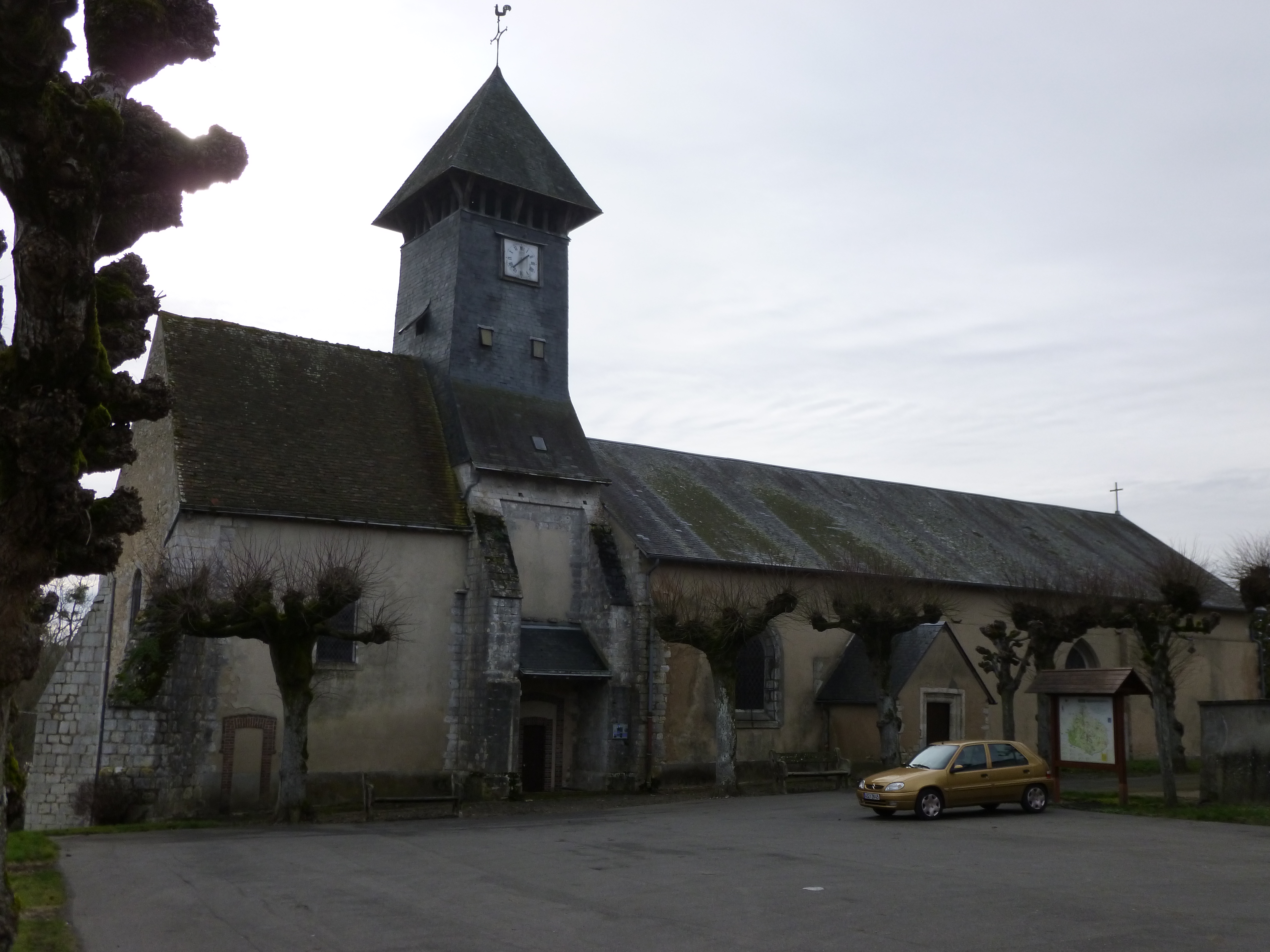
Église Saint-Maurice.

- L'église Saint-Maurice[128] possède un portail roman datant du XIIe siècle, inscrit à l'inventaire des Monuments historiques depuis le 12 juin 1926[129]. Sa porte en bois servant de petite entrée, et ses piliers, sont du XIe siècle ou plus vieux ; ces derniers sont trapus, ronds, à chapiteaux et tailloirs, avec des sculptures de figures grimaçantes burinées par le temps. Le chœur date du XIIIe, la voûte du XIVe et le portail latéral du XXe. Un ancien sanctuaire désaffecté est composé à la fois de style roman et d'ogive avec clef de voûte blasonnée. Des transformations eurent lieu aux XVe et XVIe siècles et les restaurations se poursuivirent jusqu'au XXe siècle. Il ne reste rien des trois chapelles latérales : déjà endommagées lors de la séparation de l'Église et de l'État en 1905, elles furent sacrifiées quand, faute de moyens financiers, la paroisse restaura l'église à moindre coût[32].

Vers 1850 l'église possédait deux anciennes bannières brodées aux effigies de saint Maurice et de saint Georges, et deux petites statuettes en pied, en cuivre jadis doré, représentant les mêmes saints armés dans le style du XVe siècle. Ces objets attestent de la vénération professée autrefois dans le pays pour ces deux personnages.
Une grande partie du village est incluse dans la zone de périmètre de protection de l'église comme monument historique.

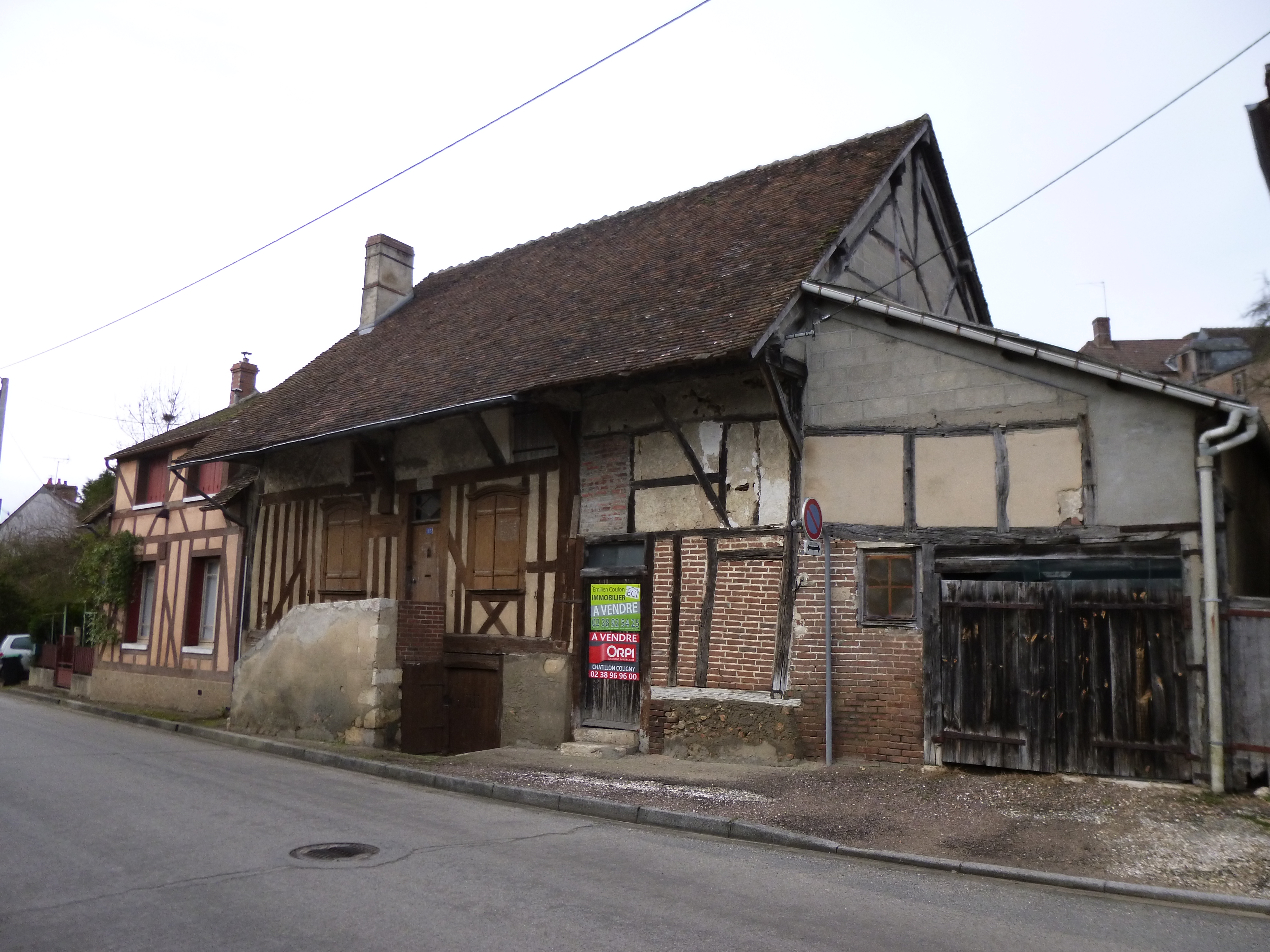
La maison Corneille
15 rue des Juifs
s.

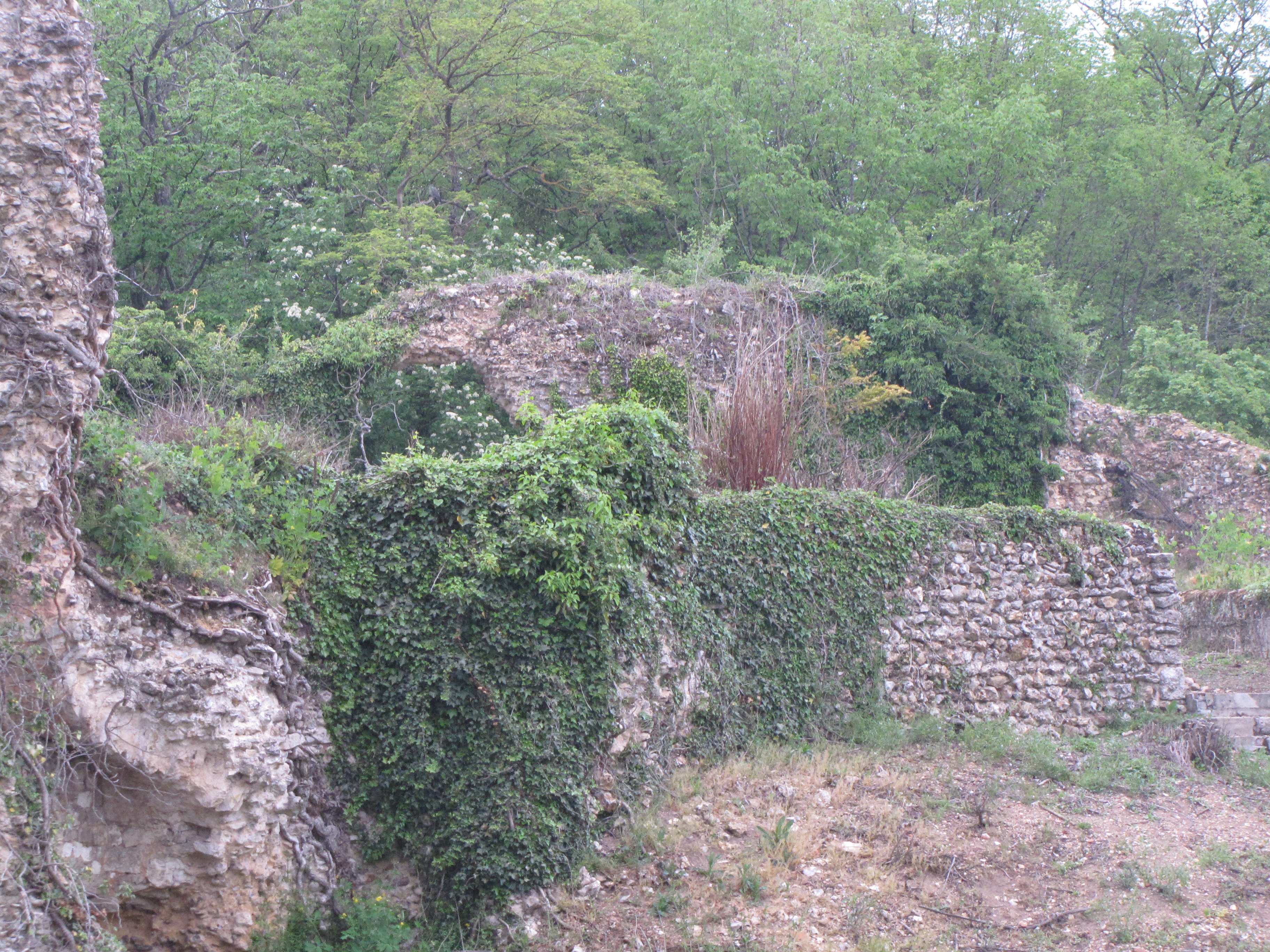
Une partie des ruines de l'Infernat d'en Haut.

- Parmi les maisons de la rue des Juifs qui passe devant l'église, on trouve l'ancienne maison de dame Corneille[130], belle-sœur de Pierre Corneille qui y composa quelques tragédies durant ses visites. Dame Corneille légua cette maison à la paroisse pour en faire une école de filles, à laquelle succéda une école de garçons. L'instituteur habitait le rez-de-chaussée et l'école se situait au premier étage[38]. L'ancien presbytère datant de 1774 est situé au numéro 8 de cette rue[131].
- Les maisons de la rue du Docteur-Charpentier incluent une maison à pans de bois du XVIIe[132] et la maison Gudin[133] du XIXe.
- Une maison à pan de bois du XVIIIe au 7 de la rue Franche[134].

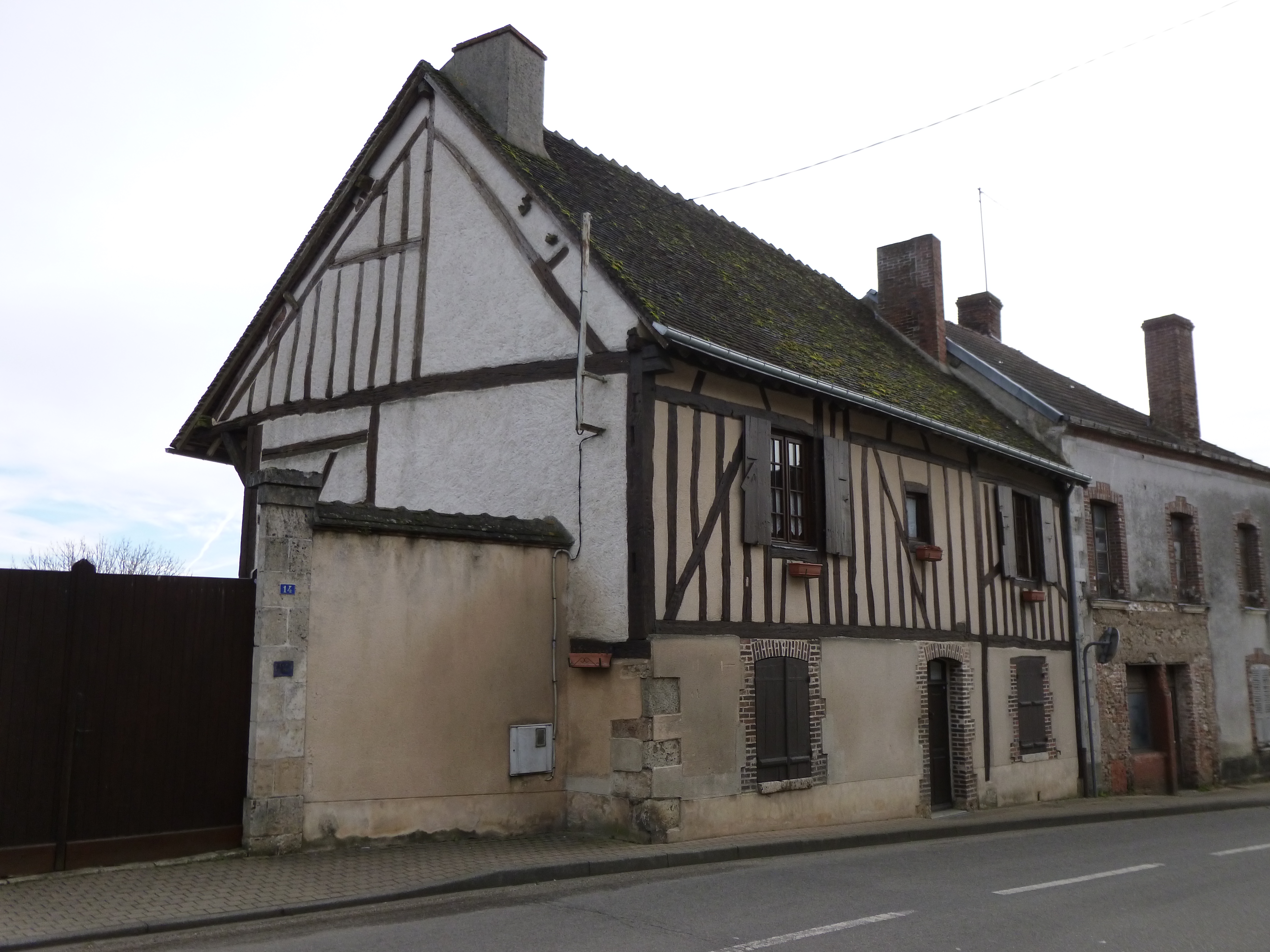
Maison à pans de bois 14 rue du Dr Charpentier XVIIe s.
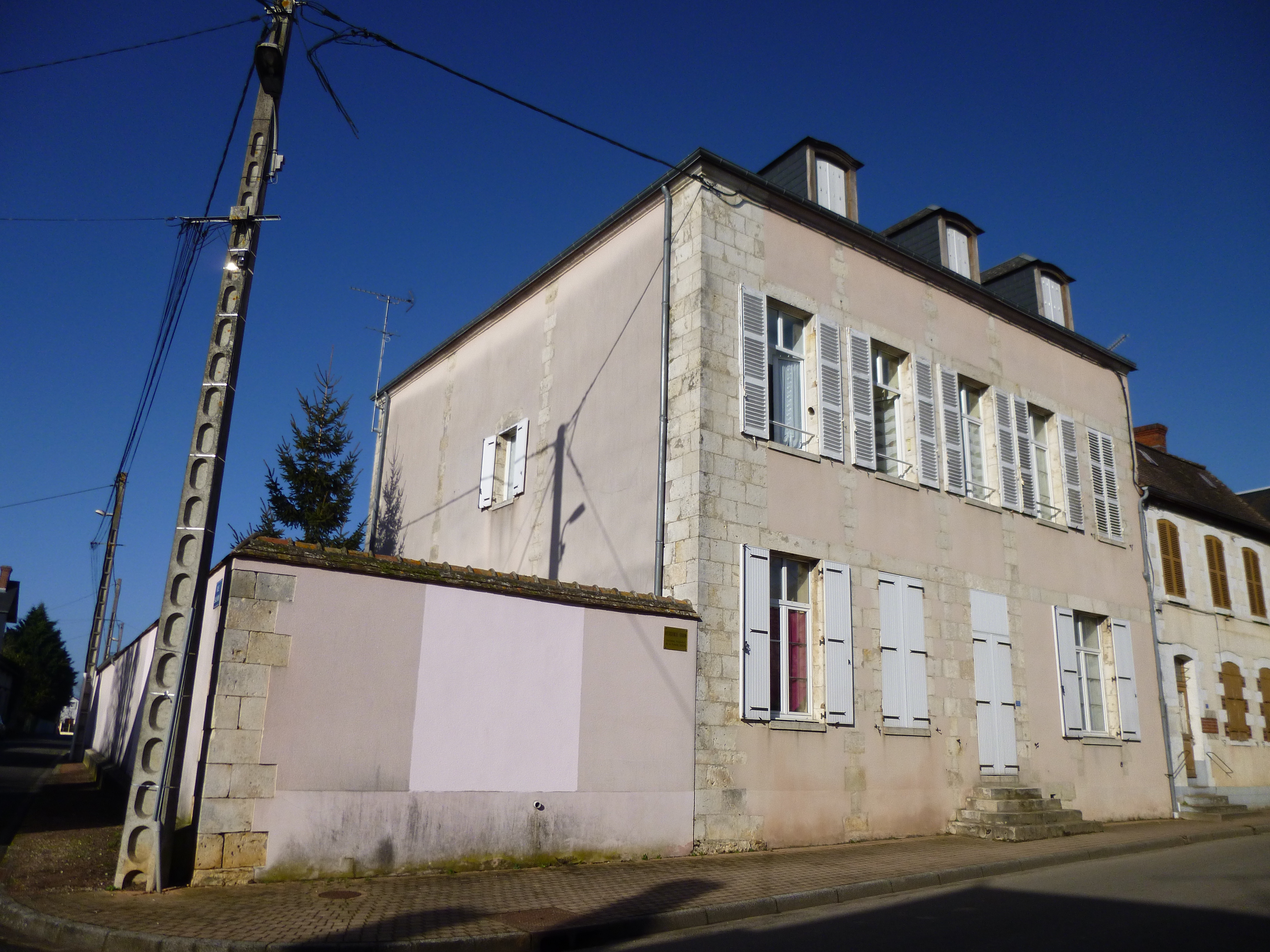
Maison Gudin 35 rue du Dr Charpentier 2e quart du XIXe s.
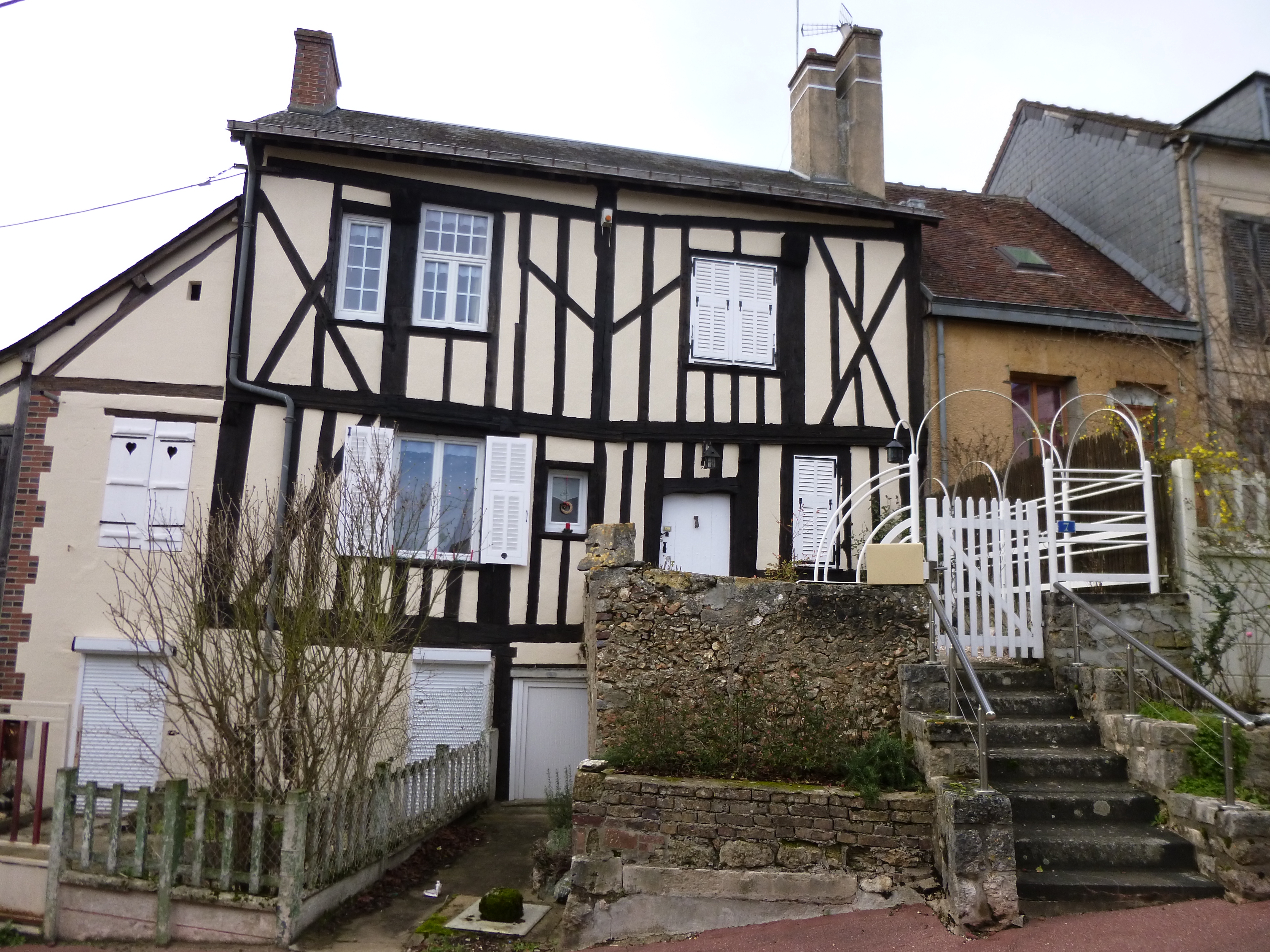
Maison à pans de bois 7 rue Franche XVIIIe s.
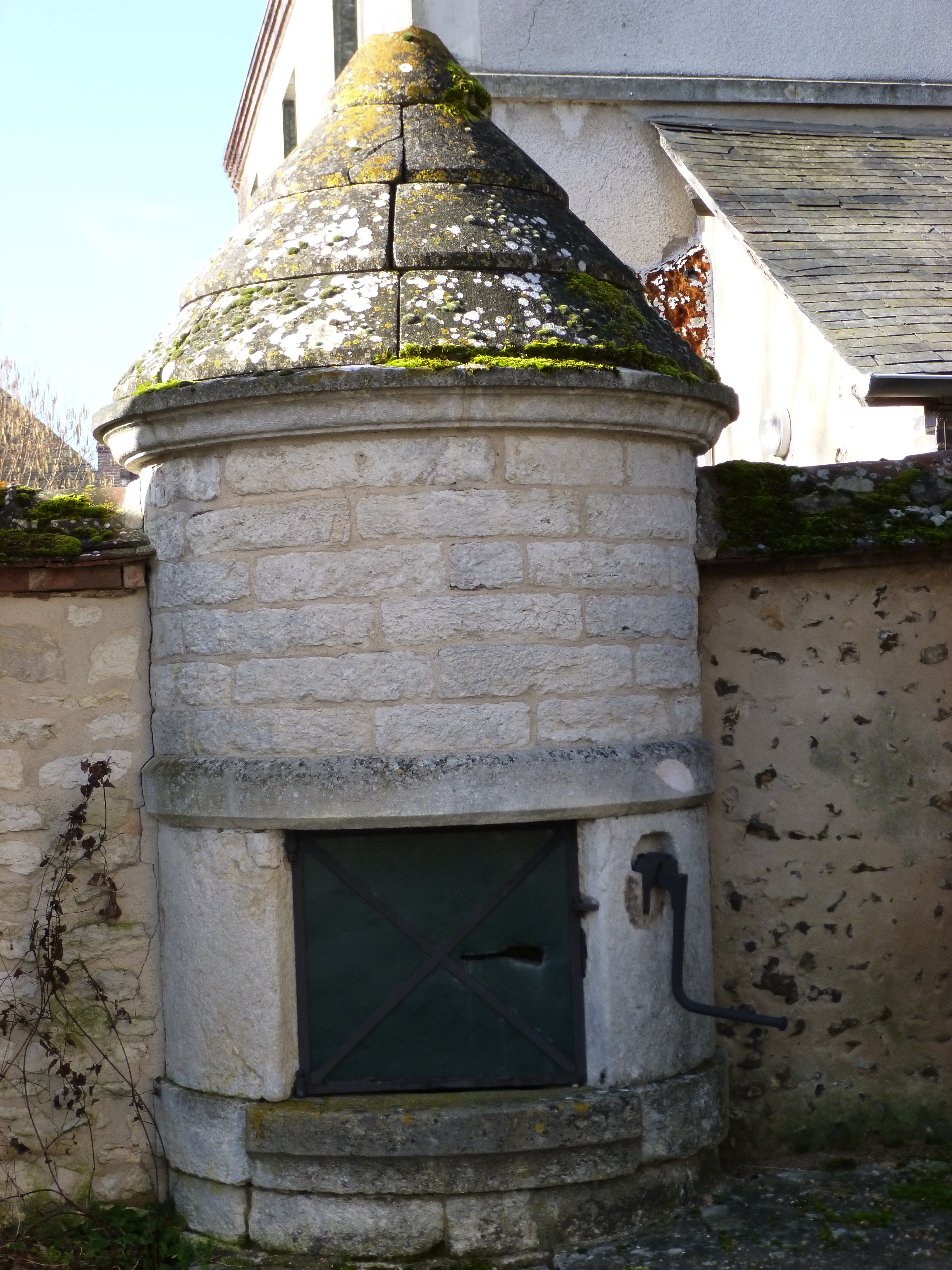
Puits en pierre dans la cour de l'ancienne mairie.

- Les vestiges du château fort dit l'Infernat d'en Haut[39].
- Les fermes : les Irlets (XVIIIe s.)[135], maintenant en ruines ; la Pilaudière (XVIIIe s.)[136] ; la Petite-Breuille (XVIIIe s.)[137] ; les Lardins (XVIIIe s.)[138] ; Bellefontaine (XIXe s.)[139] ; les Bauchets (1932)[140].

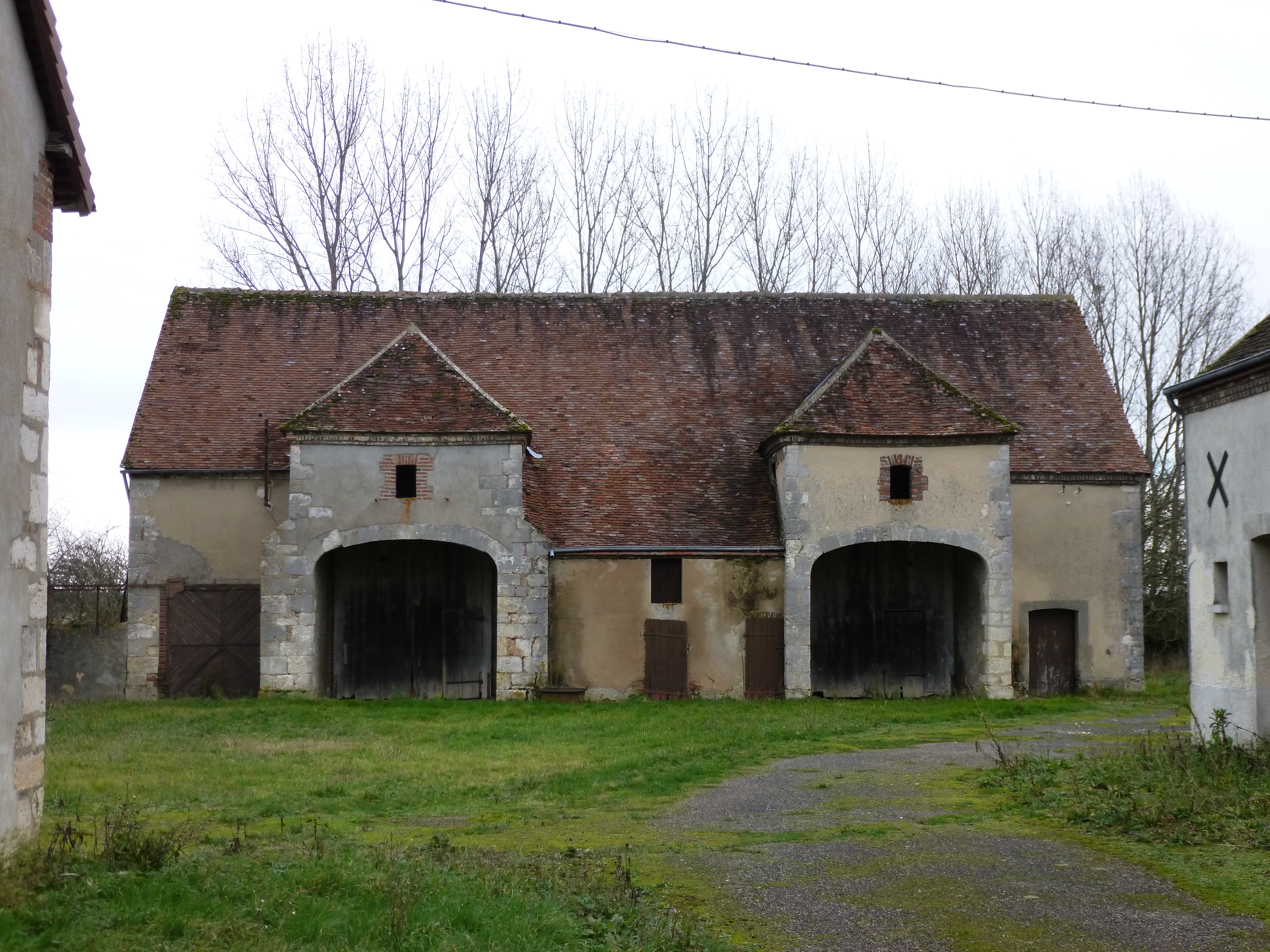
Ferme de la Pilaudière XVIIIe.
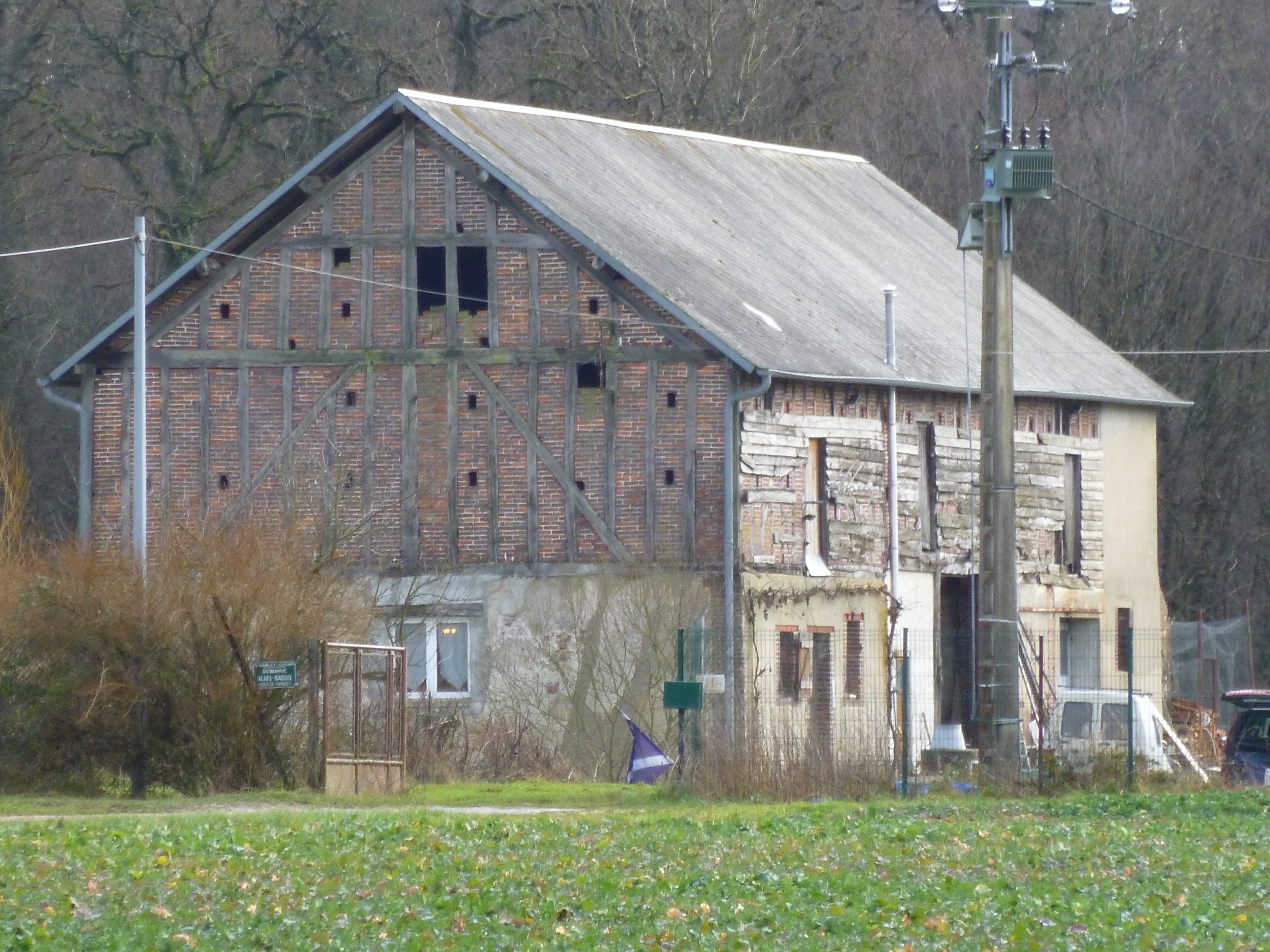
Ferme de la Petite Breuille XVIIIe.
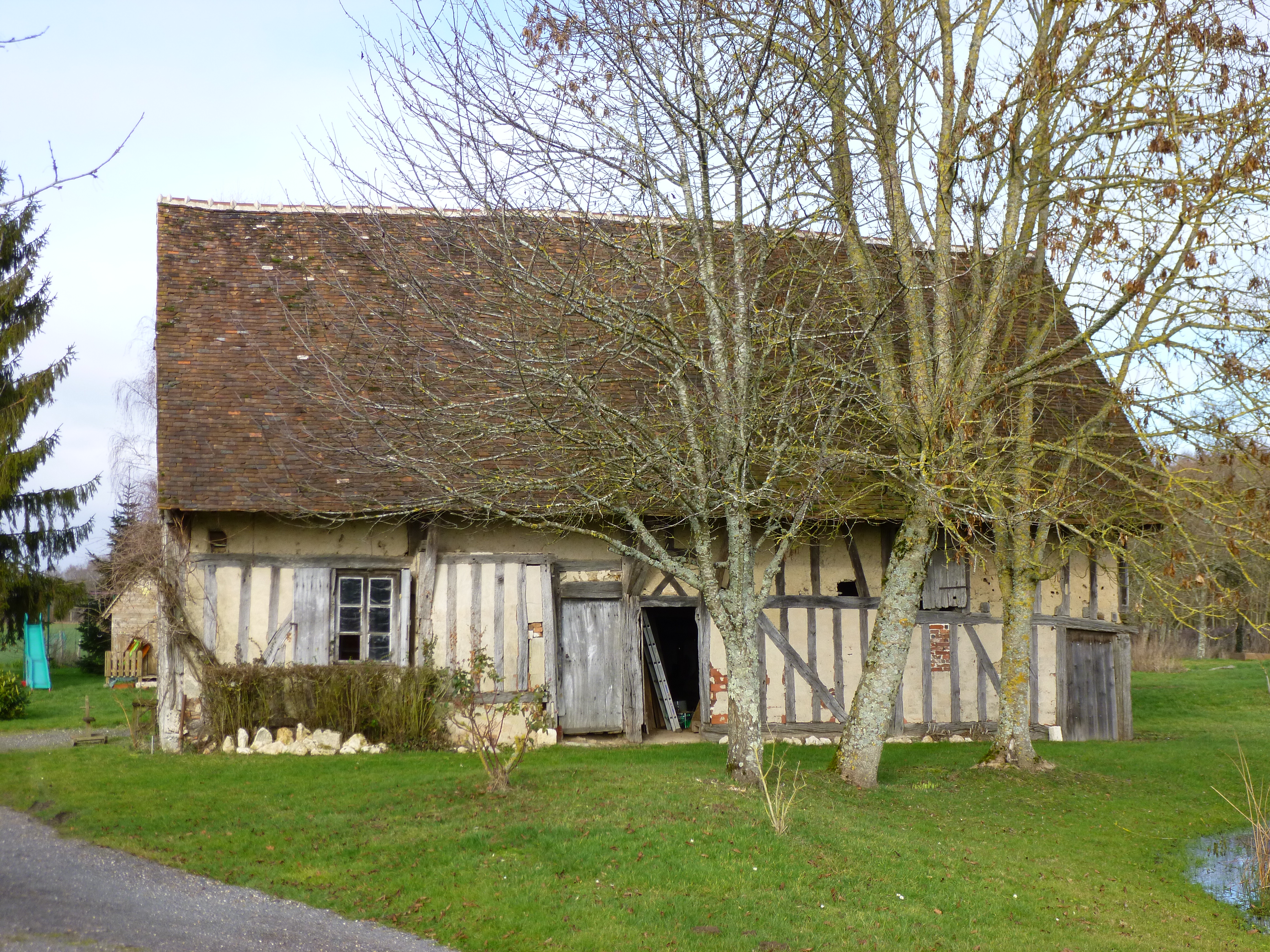
Ferme des Lardins XVIIIe.
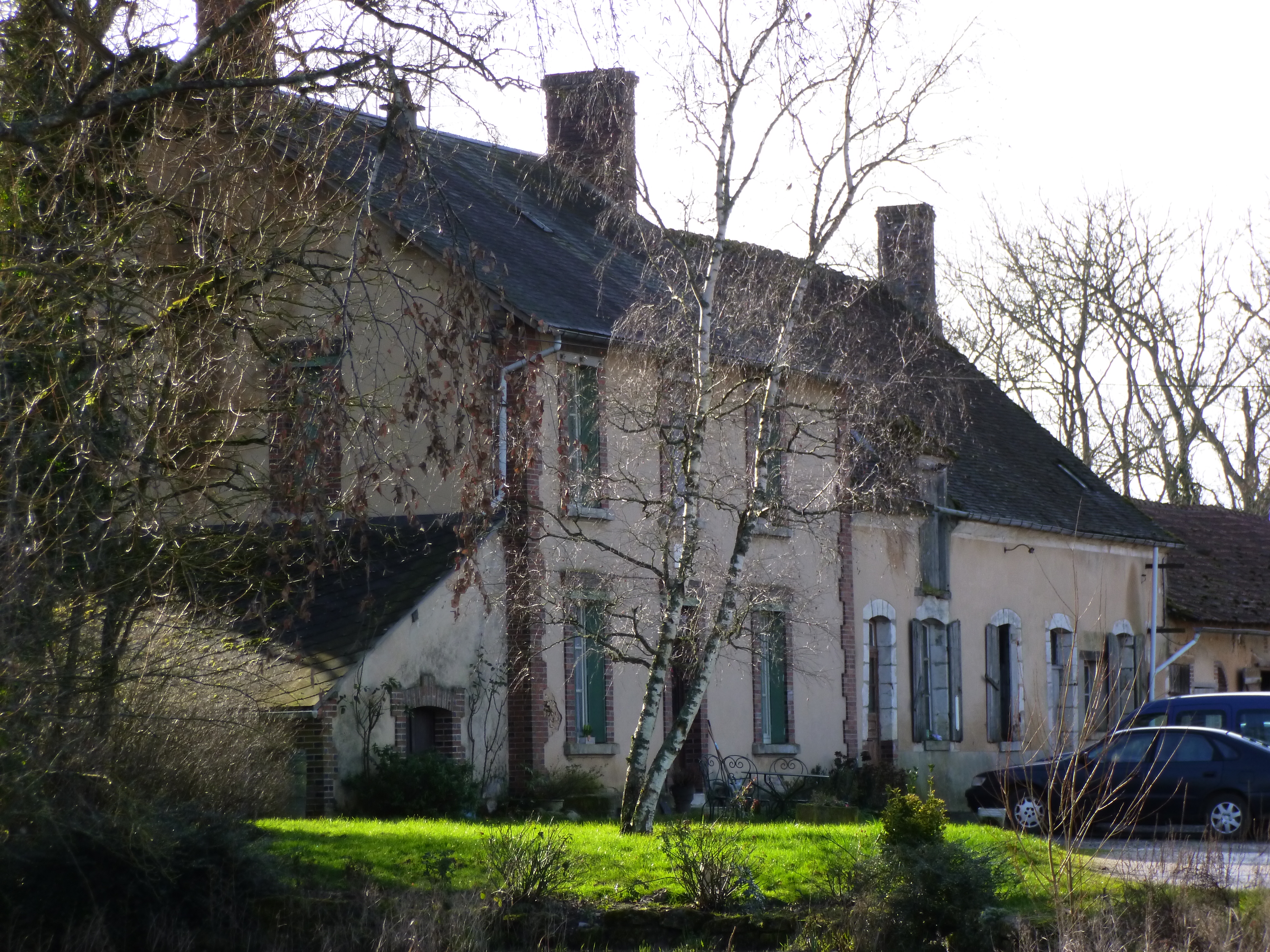
Ferme des Beauchets 1932.
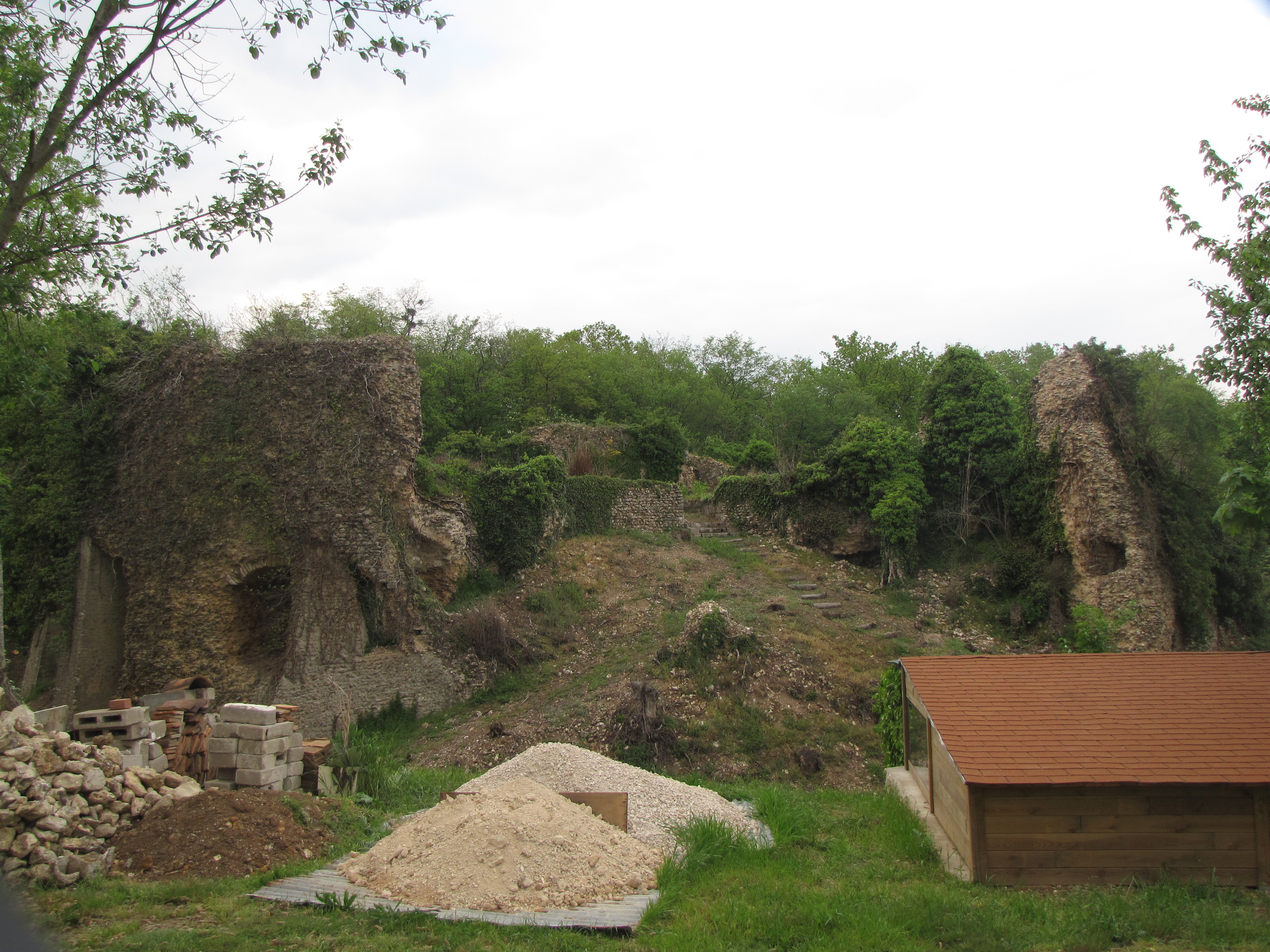
L'Infernat d'en Haut.

### Personnalités liées à la commune
- La sépulture Gudin, dans le cimetière de la commune, contient les sépultures de :
  - Louis Gabriel César Gudin (1732-1809), membre du Collège électoral du Loiret et président du cantion de Chatillon sur Loing[141] ;
  - Étienne Gudin, général, mort le 23 septembre 1820 à Saint-Maurice-sur-Aveyron[141] ;
  - Pierre César Gudin des Bardelières (1775-1855), général français, mort à Montargis[141] ;
  - Charles Gabriel César Gudin (1798-1874), fils de Charles Étienne Gudin[141] ;
  - Éva Sophie Stéphanie Mortier de Trévise (1811 – 1880)[141], épouse de Charles Gabriel César Gudin ;
- Plusieurs membres de la Maison capétienne de Courtenay sont inhumés sur la commune, à Fontainejean : Robert Ier de Courtenay-Champignelles, Jacques II et Jean II de Courtenay, et d'autres ; le cœur d'Hélène de Courtenay s'y trouve.
- Léon Guillot (1862-1913), chirurgien-dentiste et mutualiste, est né au hameau de Fontainejean.

### Héraldique
| Blason de Saint-Maurice-sur-Aveyron | Blason  | De gueules à saint Maurice équestre d'or tenant un bouclier d'azur chargé d'une fleur de lys d'or, posé sur une terrasse ondée cousue* d'azur chargée d'une carte du territoire de la commune d'argent.                                                                             |
| Blason de Saint-Maurice-sur-Aveyron | Détails | * Ces armes emploient le terme « cousu » dans le seul but de contrevenir à la règle de contrariété des couleurs : elles sont fautives : azur sur gueules. Renvoie au nom de la commune, avec saint Maurice marchant sur l'Aveyron. Le statut officiel du blason reste à déterminer. |